# Географія Домініки
Домініка — північноамериканська країна, що знаходиться в групі Малих Антильських островів Карибського регіону . Загальна площа країни 751 км² (189-те місце у світі), з яких на суходіл припадає 751 км², а на поверхню внутрішніх вод — 0 км². Площа країни трохи менша за площу території міста Києва. 

## Назва
Офіційна назва — Співдружність Домініка, Домініка (англ. Commonwealth of Dominica, Dominica). Назва країни походить від латинської назви неділі (лат. Dies Dominica), дня тижня 3 листопада 1493 року, коли Христофор Колумб уперше висадився на острів.

## Географічне положення
Домініка — північноамериканська острівна країна, що не має сухопутного державного кордону. Острів лежить в групі Навітряних островів Малих Антильських островів. Домініка на заході омивається водами Карибського моря, на сході — водами Атлантичного океану. На півночі водами протоки Гваделупа межує з однойменним островом, що належить Франції; на півдні водами протоки Мартиніка — з однойменним французьким островом. Загальна довжина морського узбережжя 148 км.

Морські кордони країн Карибського регіону

Згідно з Конвенцією Організації Об'єднаних Націй з морського права (UNCLOS) 1982 року, протяжність територіальних вод країни встановлено в 12 морських миль (22,2 км). Прилегла зона, що примикає до територіальних вод, в якій держава може здійснювати контроль необхідний для запобігання порушень митних, фіскальних, імміграційних або санітарних законів простягається на 24 морські милі (44,4 км) від узбережжя (стаття 33). Виключна економічна зона встановлена на відстань 200 морських миль (370,4 км) від узбережжя.

### Час
Час у Домініці: UTC-4 (-6 годин різниці часу з Києвом).

## Геологія

### Корисні копалини
Надра Домініки не багаті на корисні копалини, розвідані запаси і поклади відсутні.

### Вулканізм

Вулкани Домініки
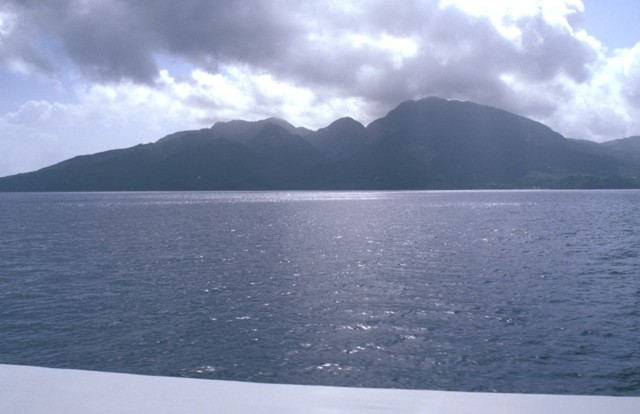
Дьяблотен
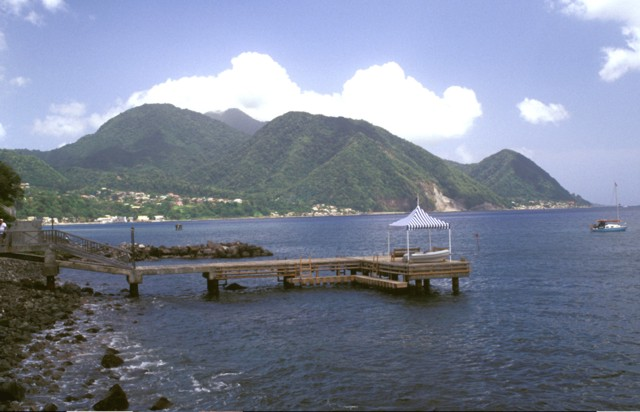
Плат-Пей
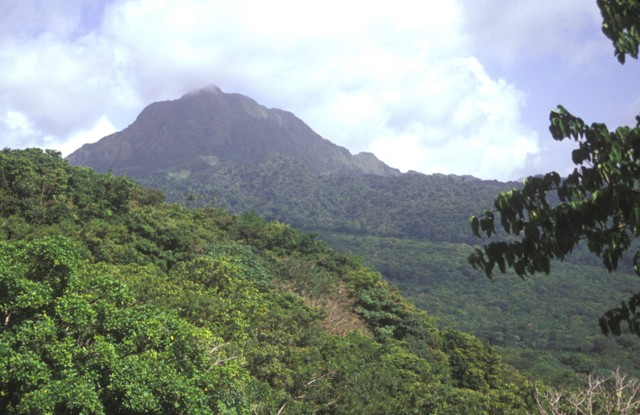
Ватт
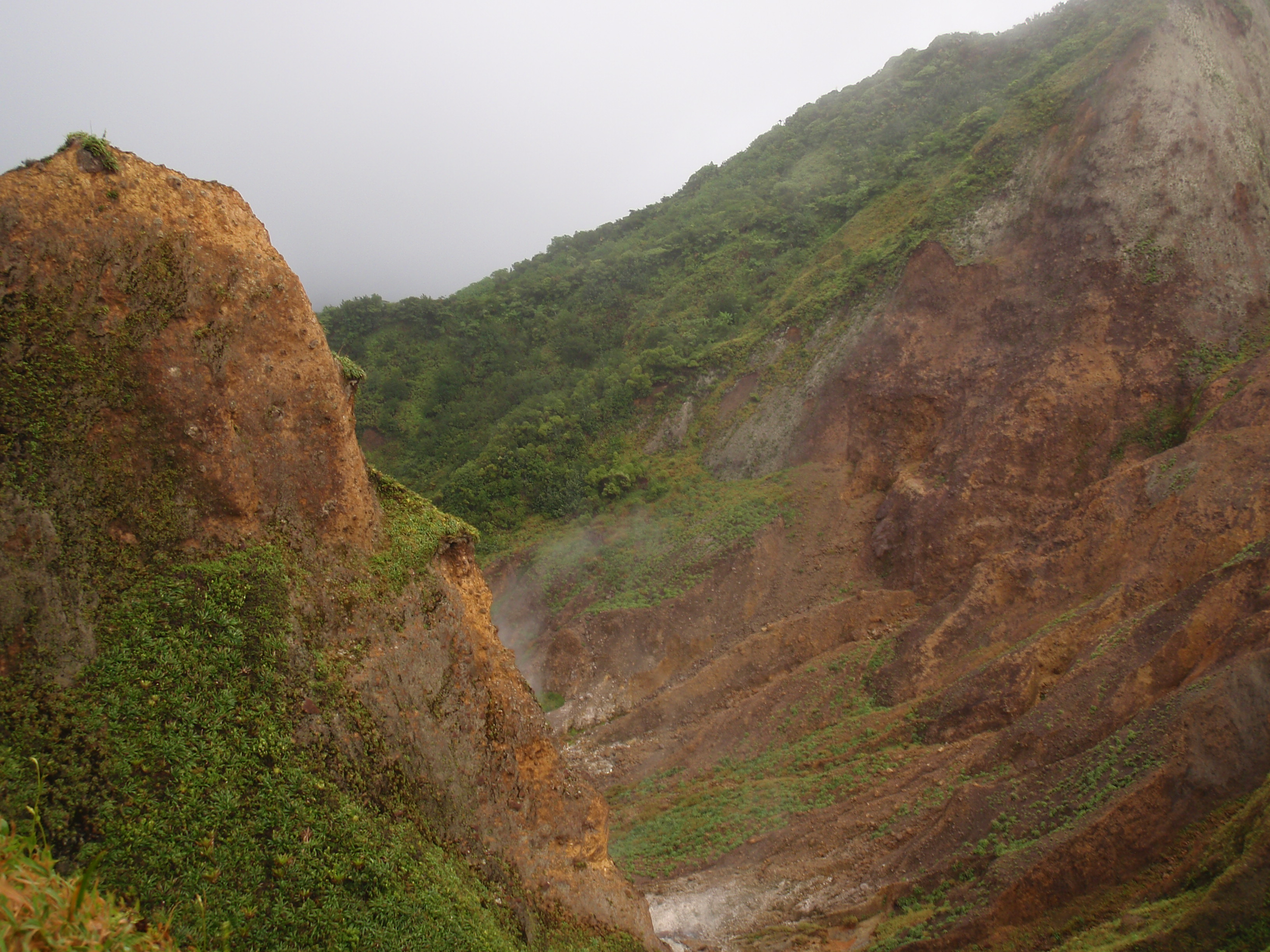
Труа-Пітон

## Рельєф
Середні висоти — дані відсутні; найнижча точка — рівень вод Карибського моря (0 м); найвища точка — гора Дьяблотен (1447 м).

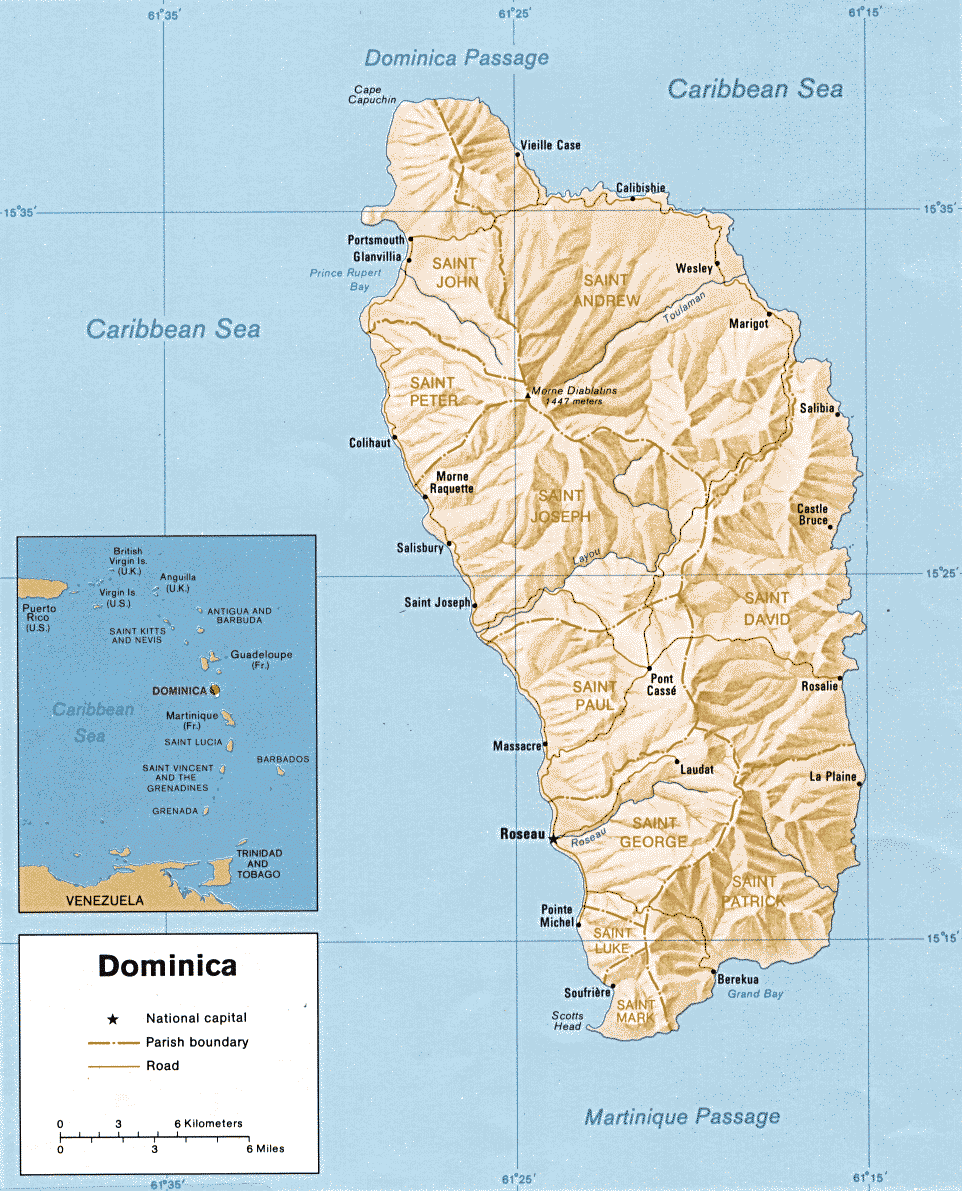
Рельєф Домініки
Гіпсометрична карта  Домініки
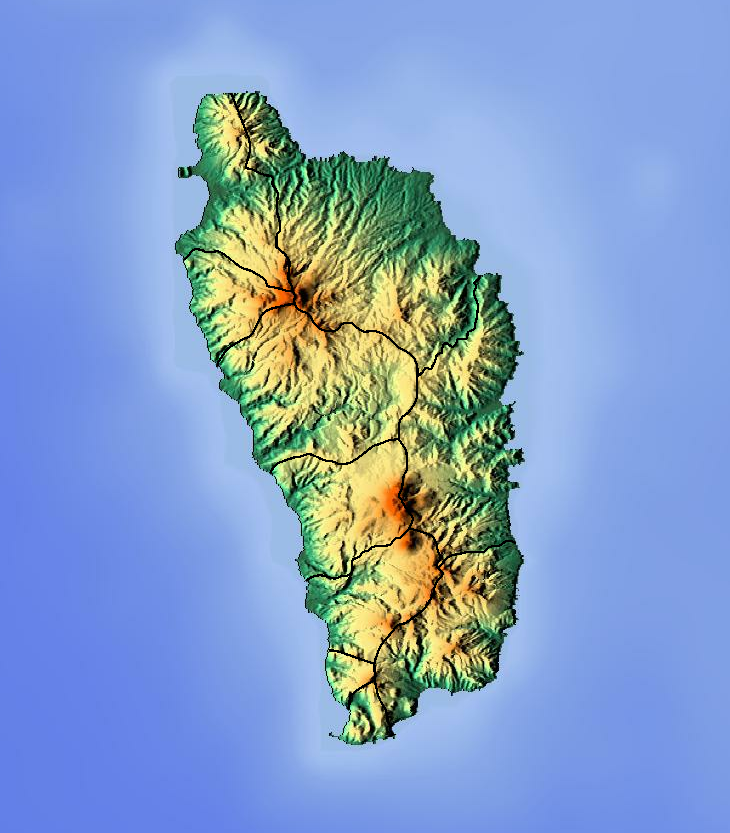
Рельєф Домініки
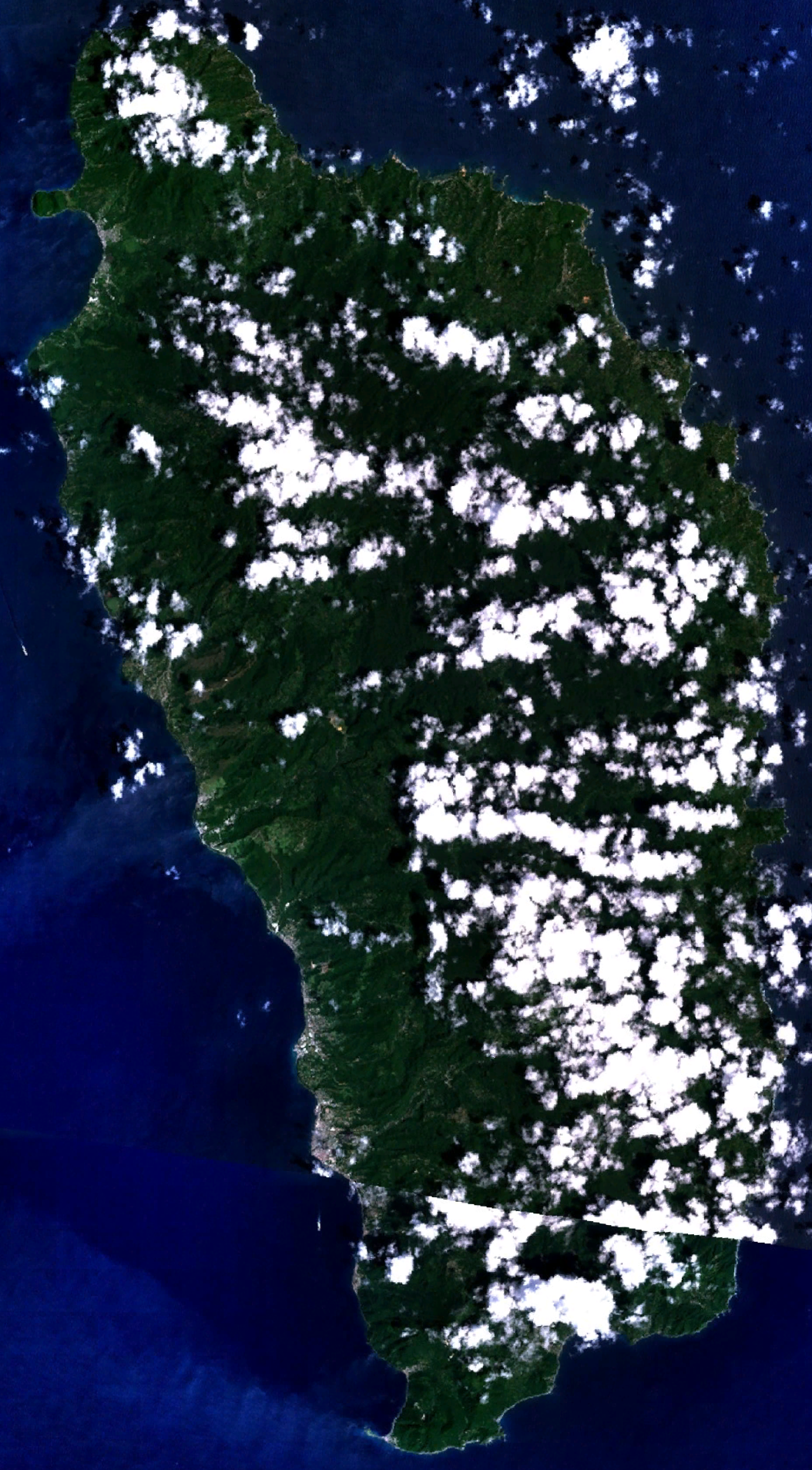
Супутниковий знімок поверхні країни
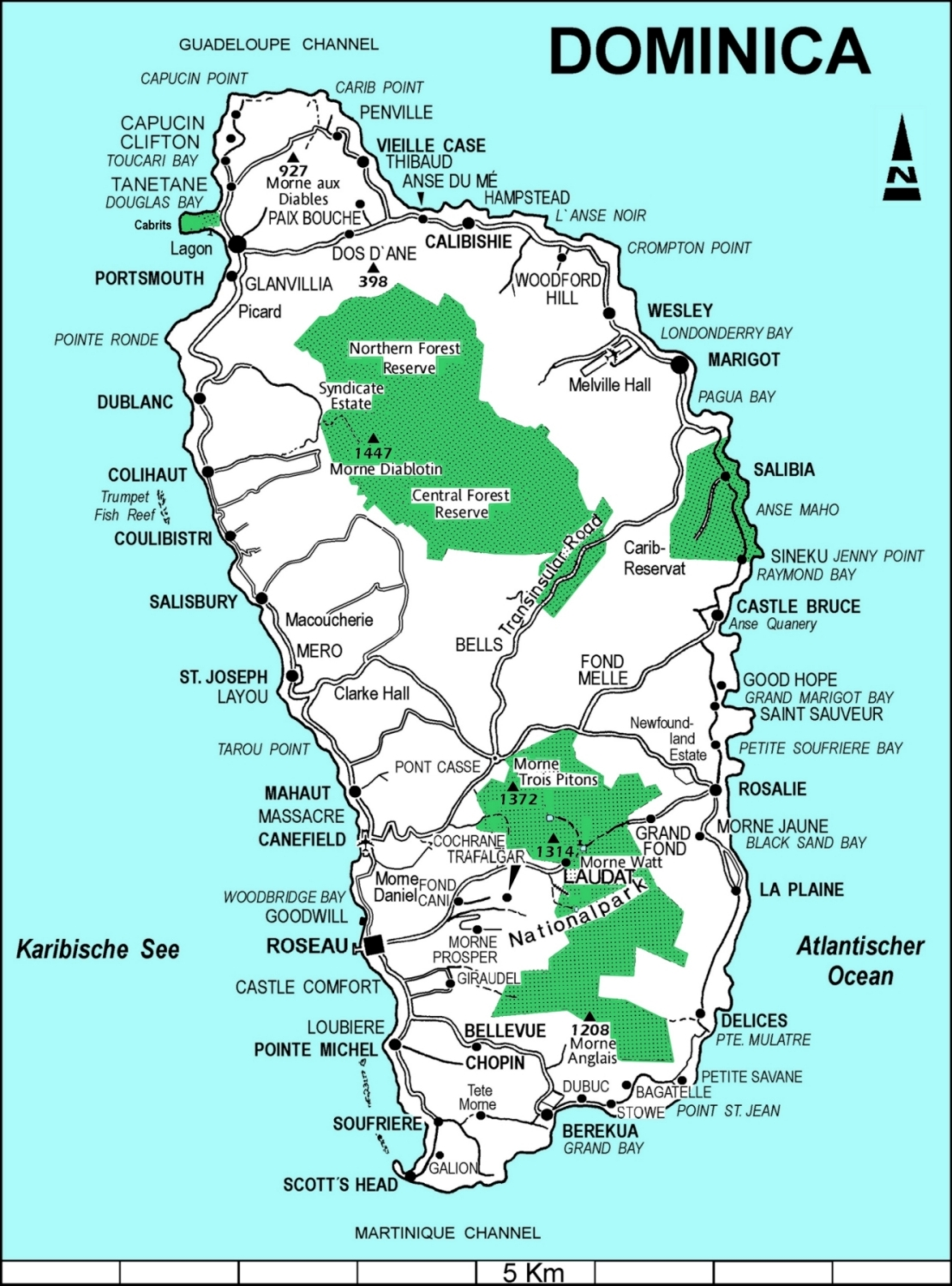
Карта країни (нім.)
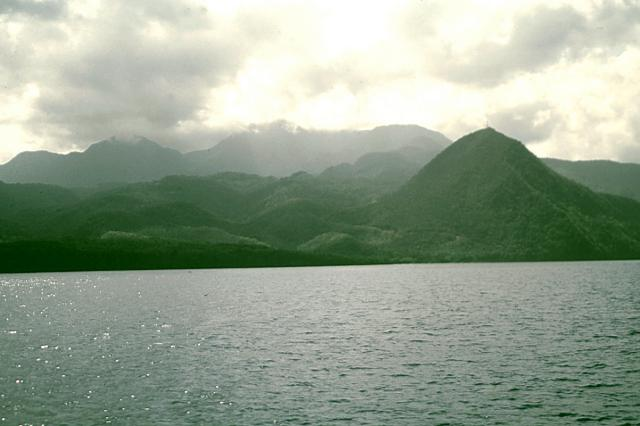
Гора Дьяблотен

### Узбережжя

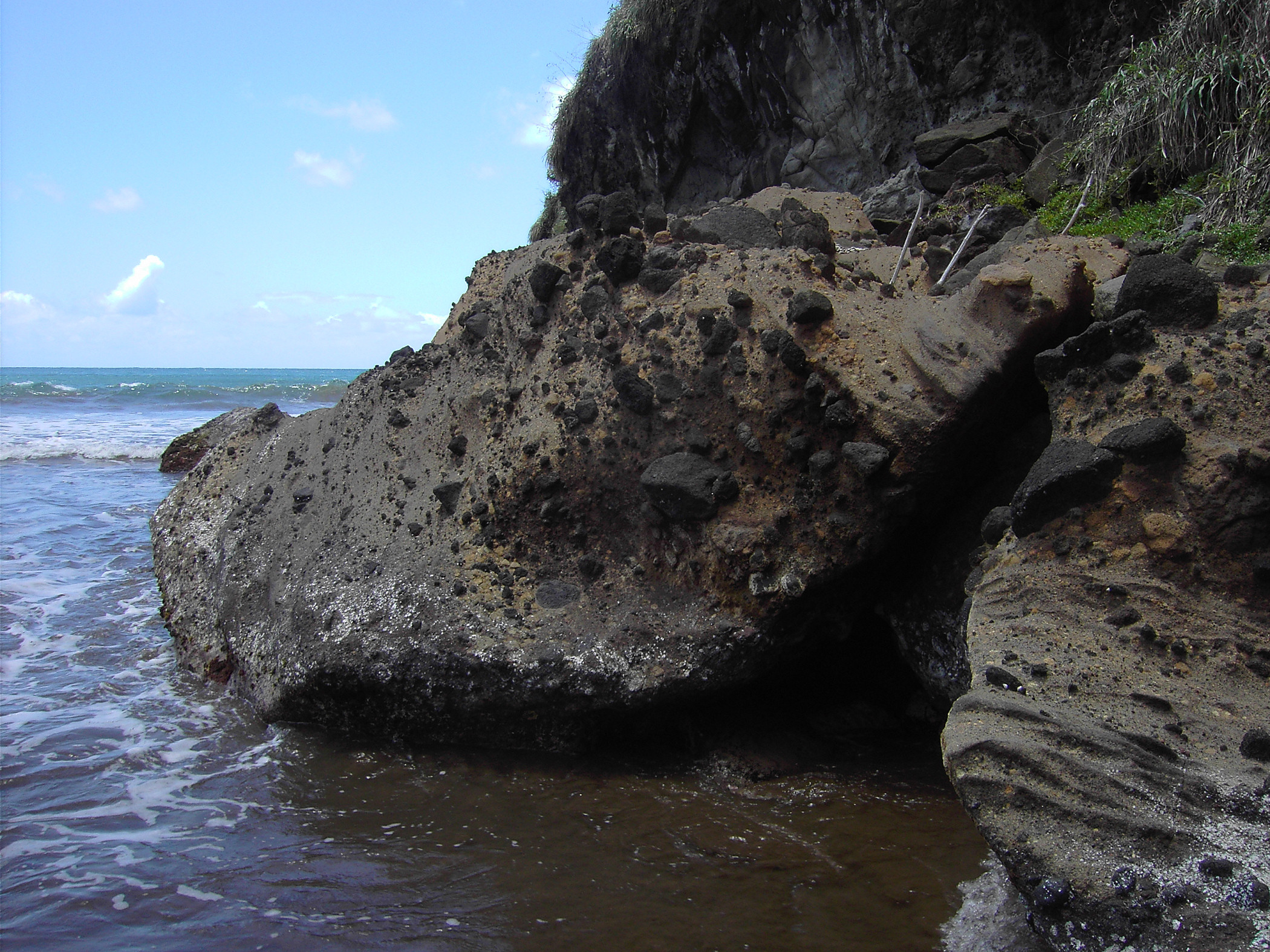
Вулканічні береги острова
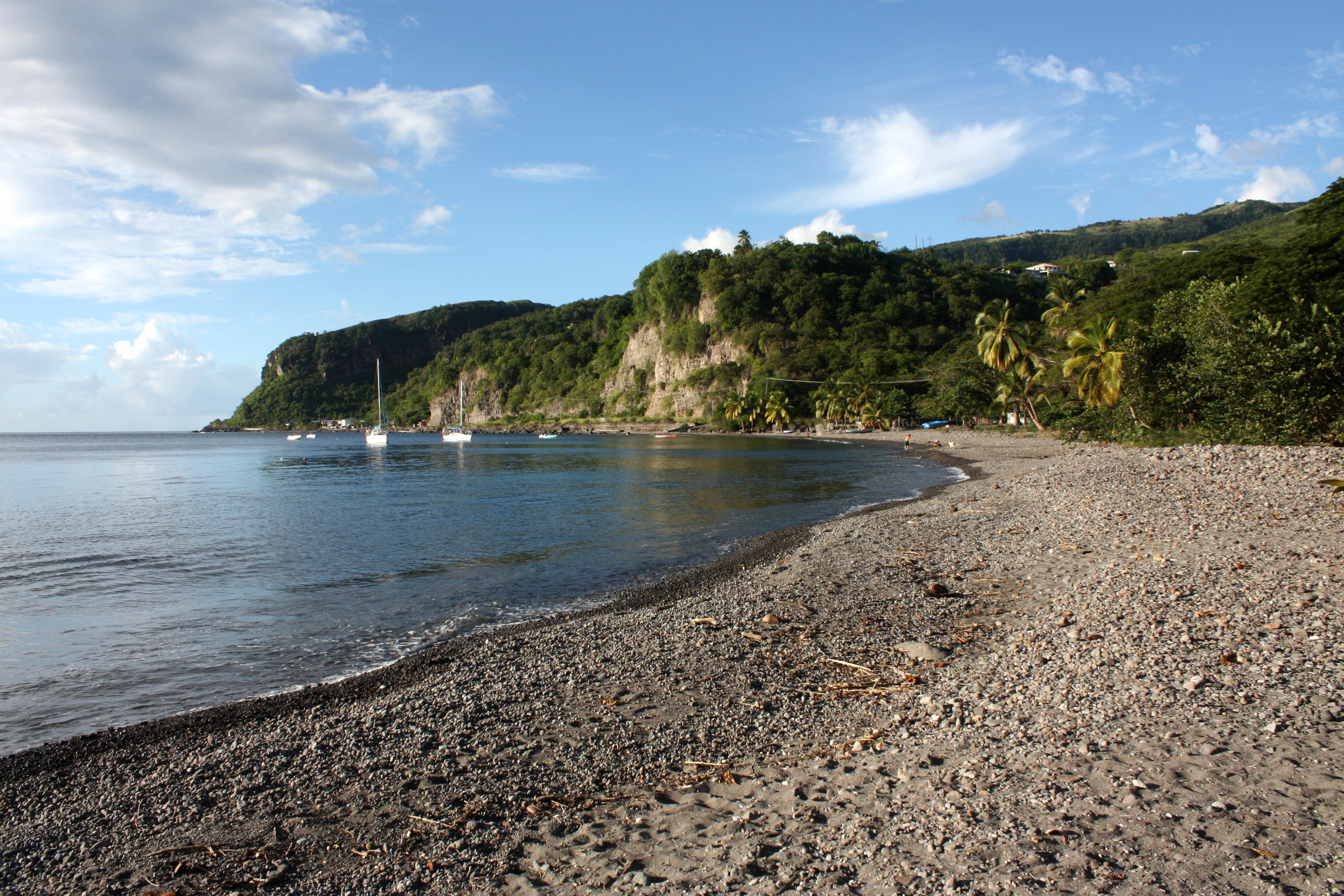
Пляж у Баталі-Бей
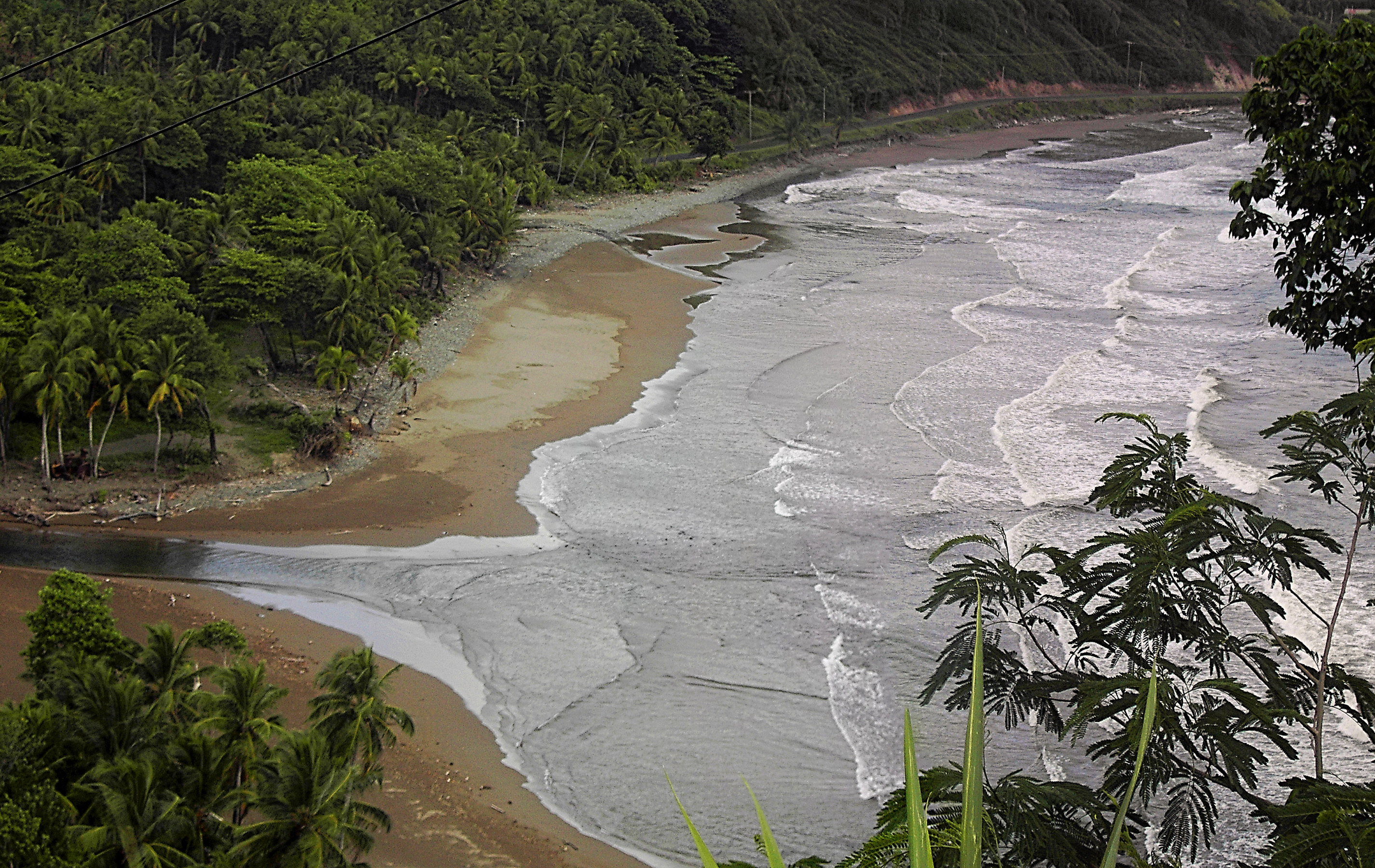
Пляж у Пагуа-Бей
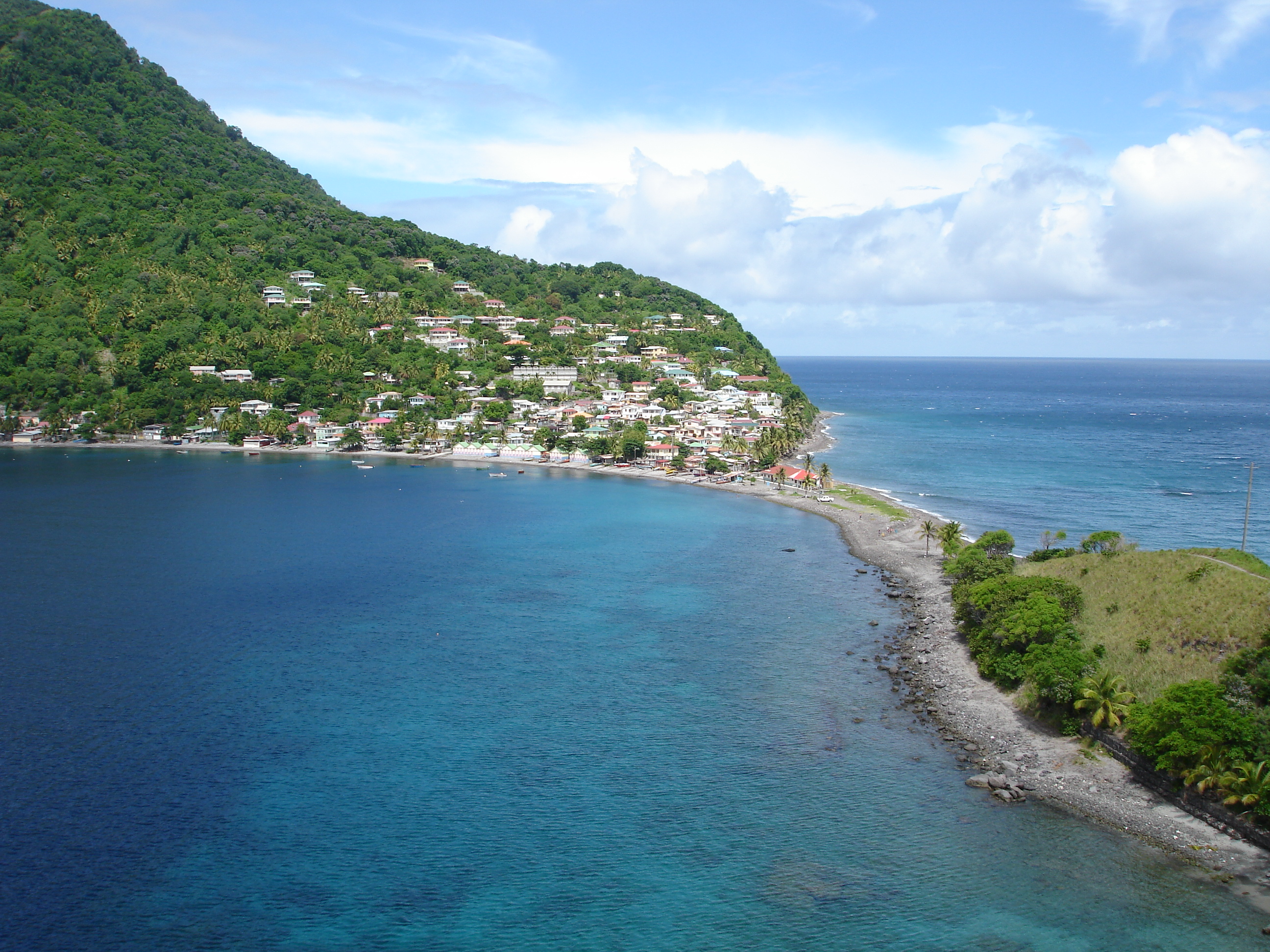
Томболо в затоці Суфрієр

## Клімат
Територія Домініки лежить у тропічному кліматичному поясі. Увесь рік панують тропічні повітряні маси. Сезонний хід температури повітря чітко відстежується. Переважають східні пасатні вітри, достатнє зволоження (на підвітряних схилах відчувається значний дефіцит вологи). У теплий сезон з морів та океанів часто надходять тропічні циклони.

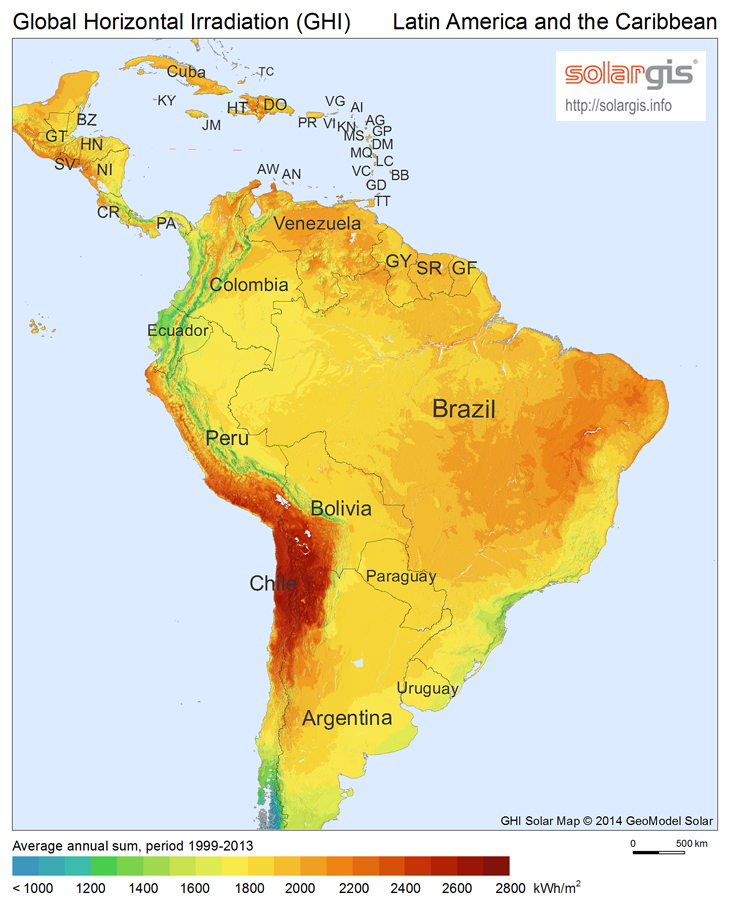
Сонячна радіація (англ.)
Кліматична карта Антильських островів за Кеппеном

Домініка є членом Всесвітньої метеорологічної організації (WMO), в країні ведуться систематичні спостереження за погодою.

## Внутрішні води
Дані про запаси відновлюваних водних ресурсів (ґрунтові і поверхневі прісні води) відсутні. Дані про площу зрошуваних земель в країні, станом на 2012 рік, відсутні.

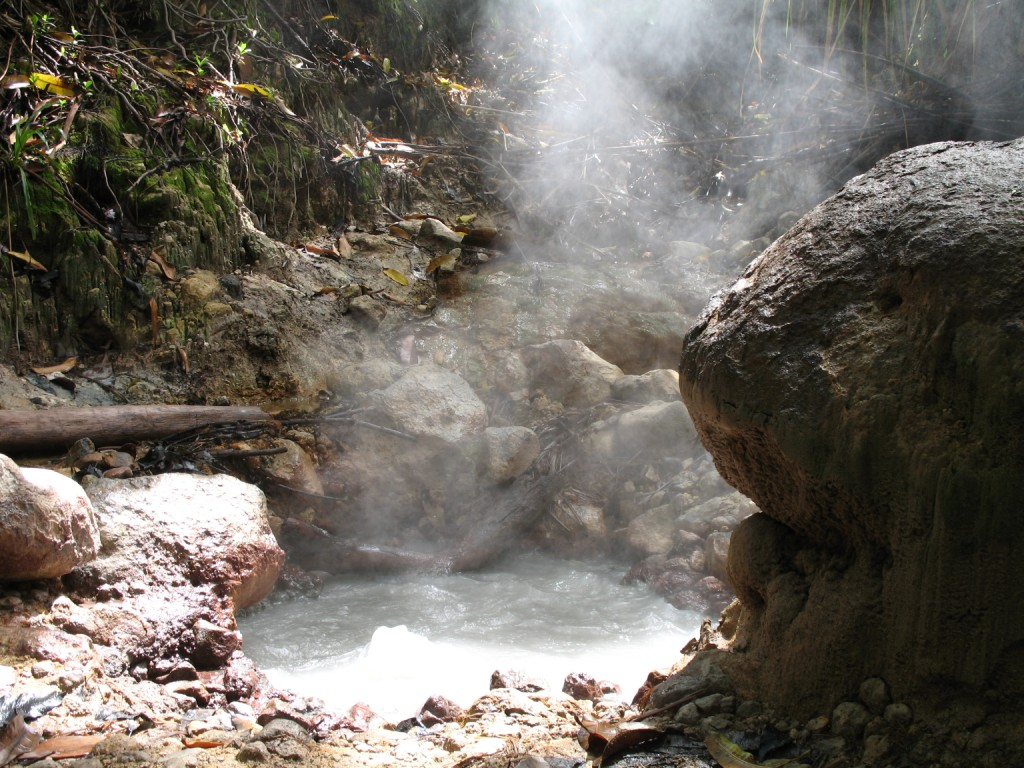
Термальні джерела

### Річки
Річки країни належать басейну Атлантичного океану.

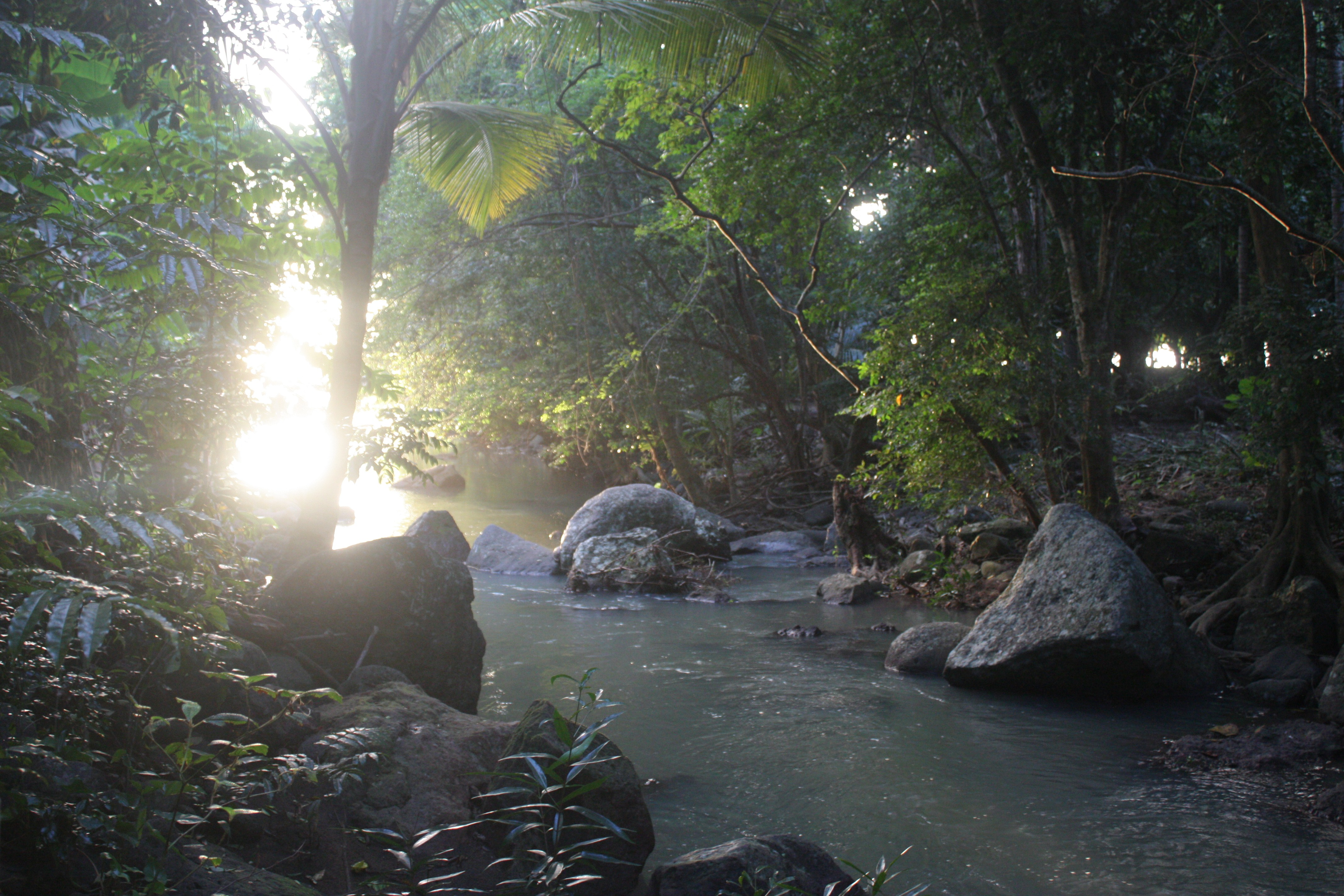
Баталі-Рівер
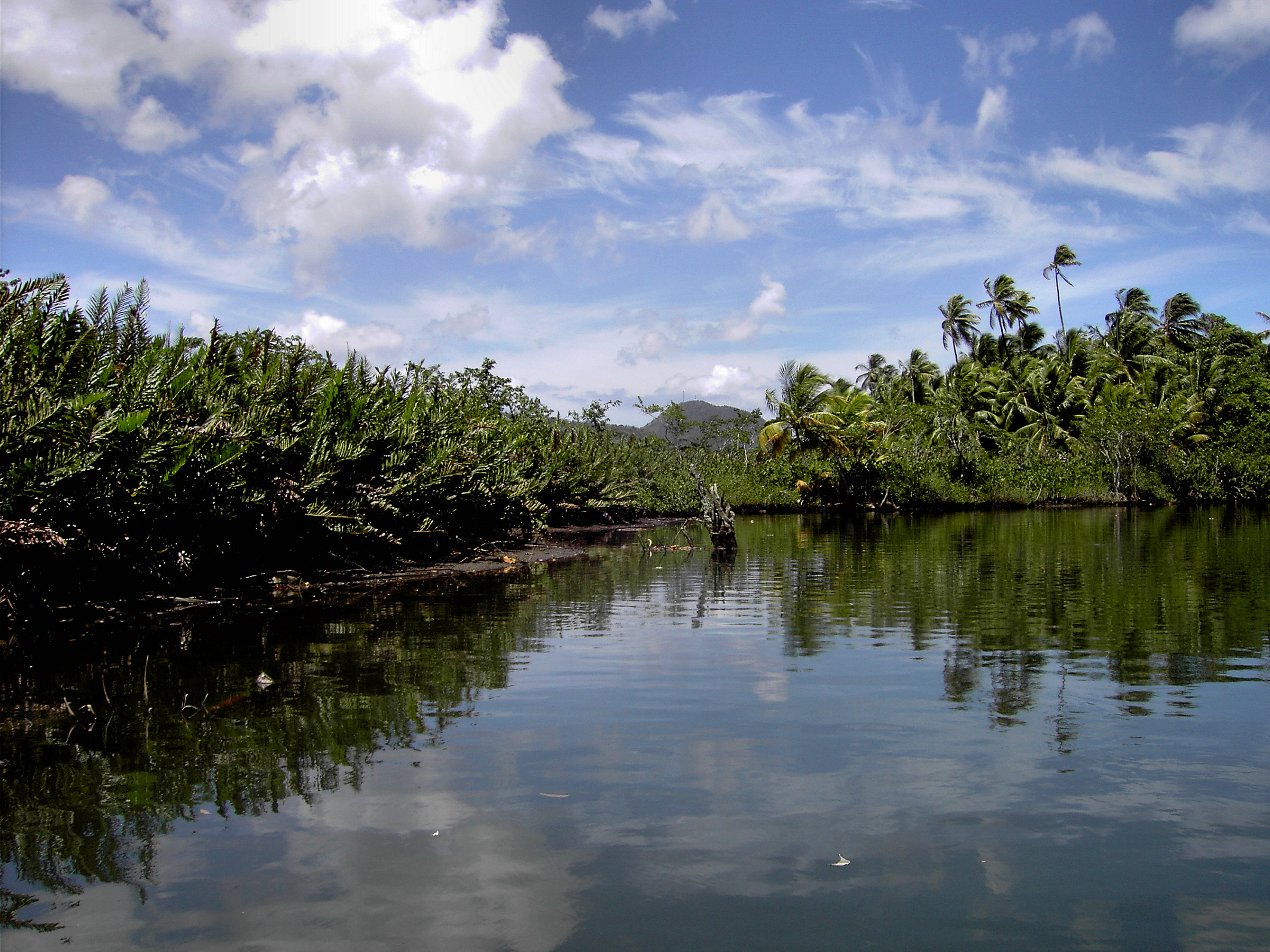
Індіан-Рівер
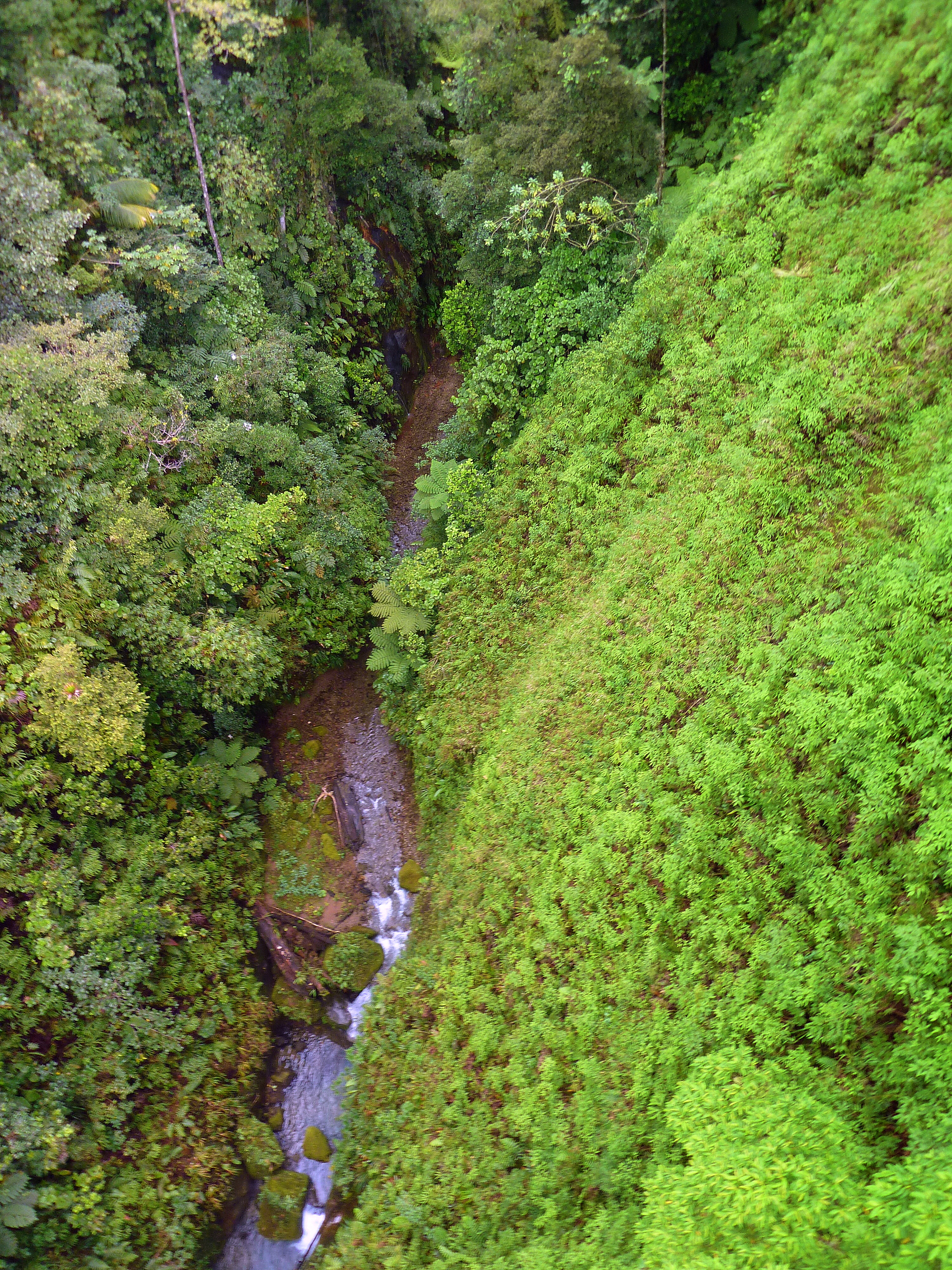
Гірський потік
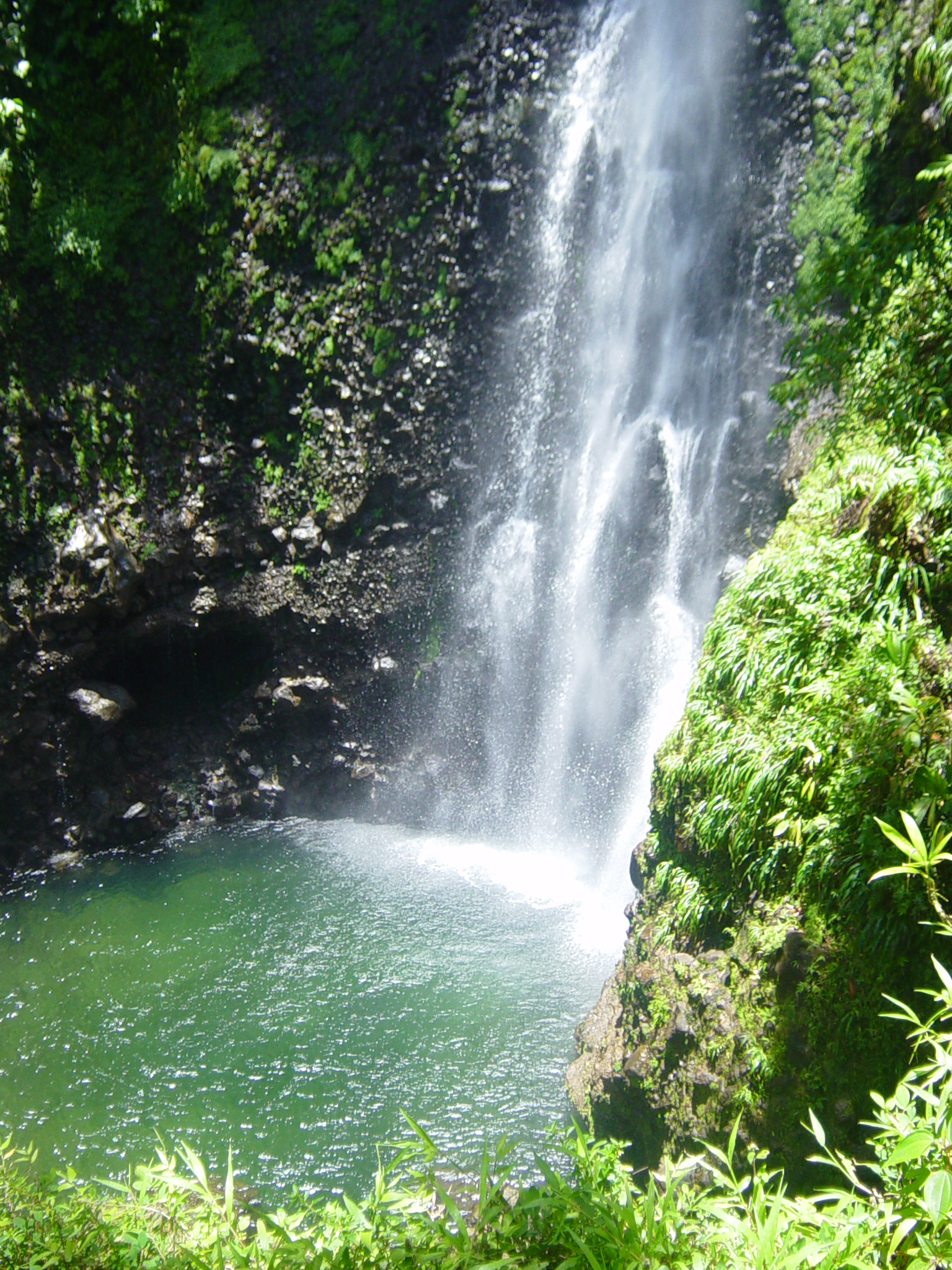
Водоспад Мідлхем
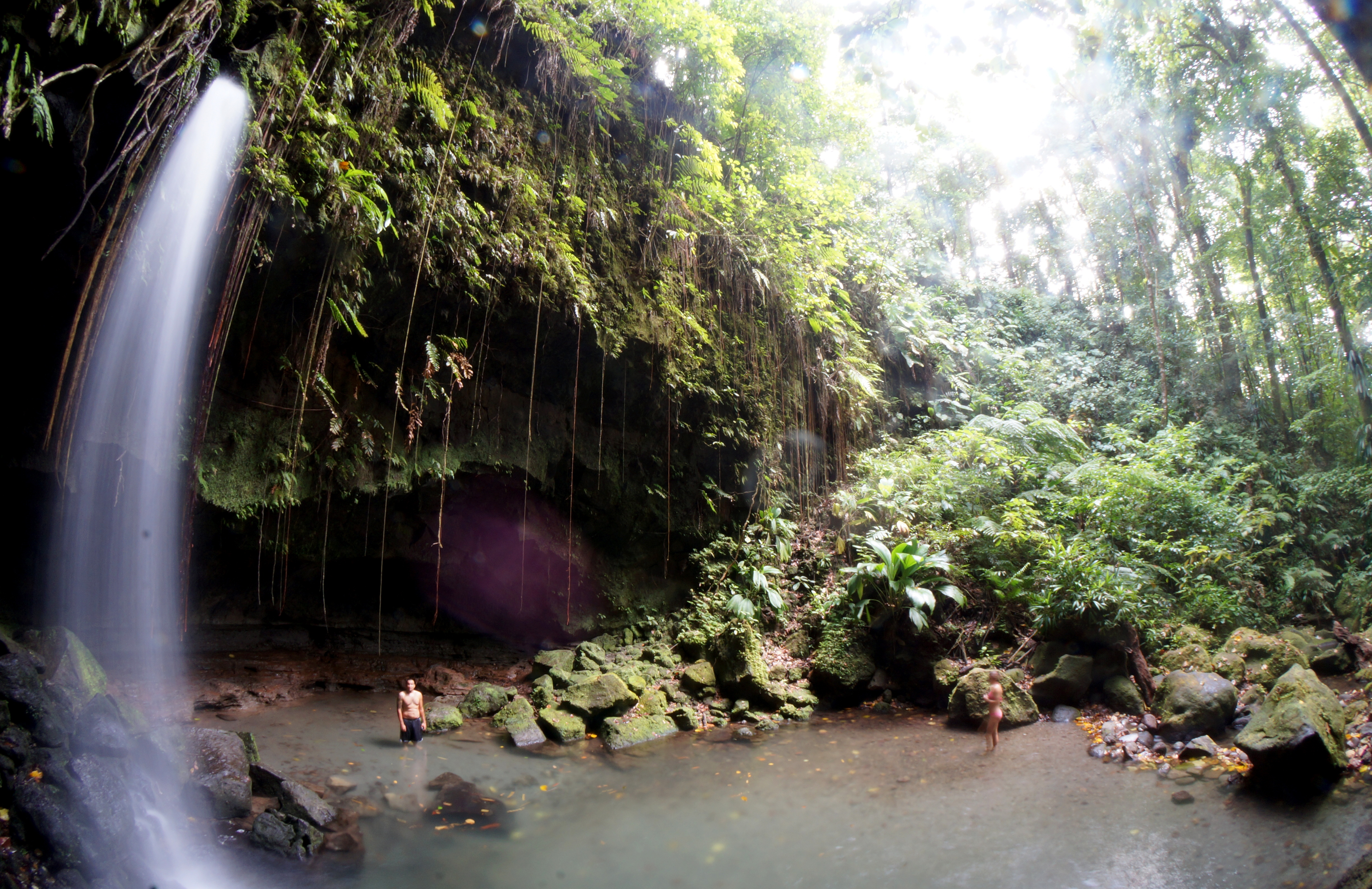
Смарагдовий басейн

### Озера

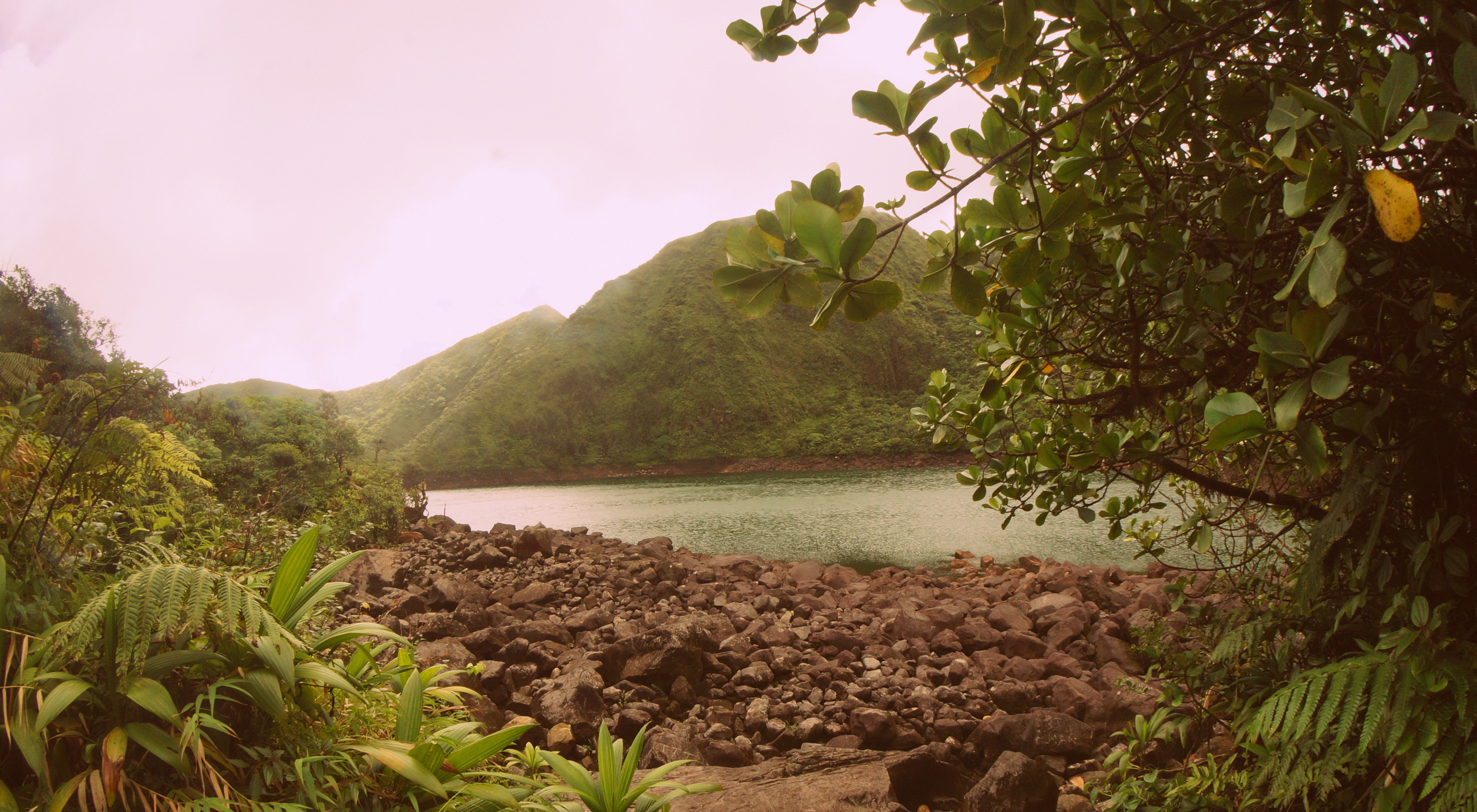
Кратерне озеро Боері
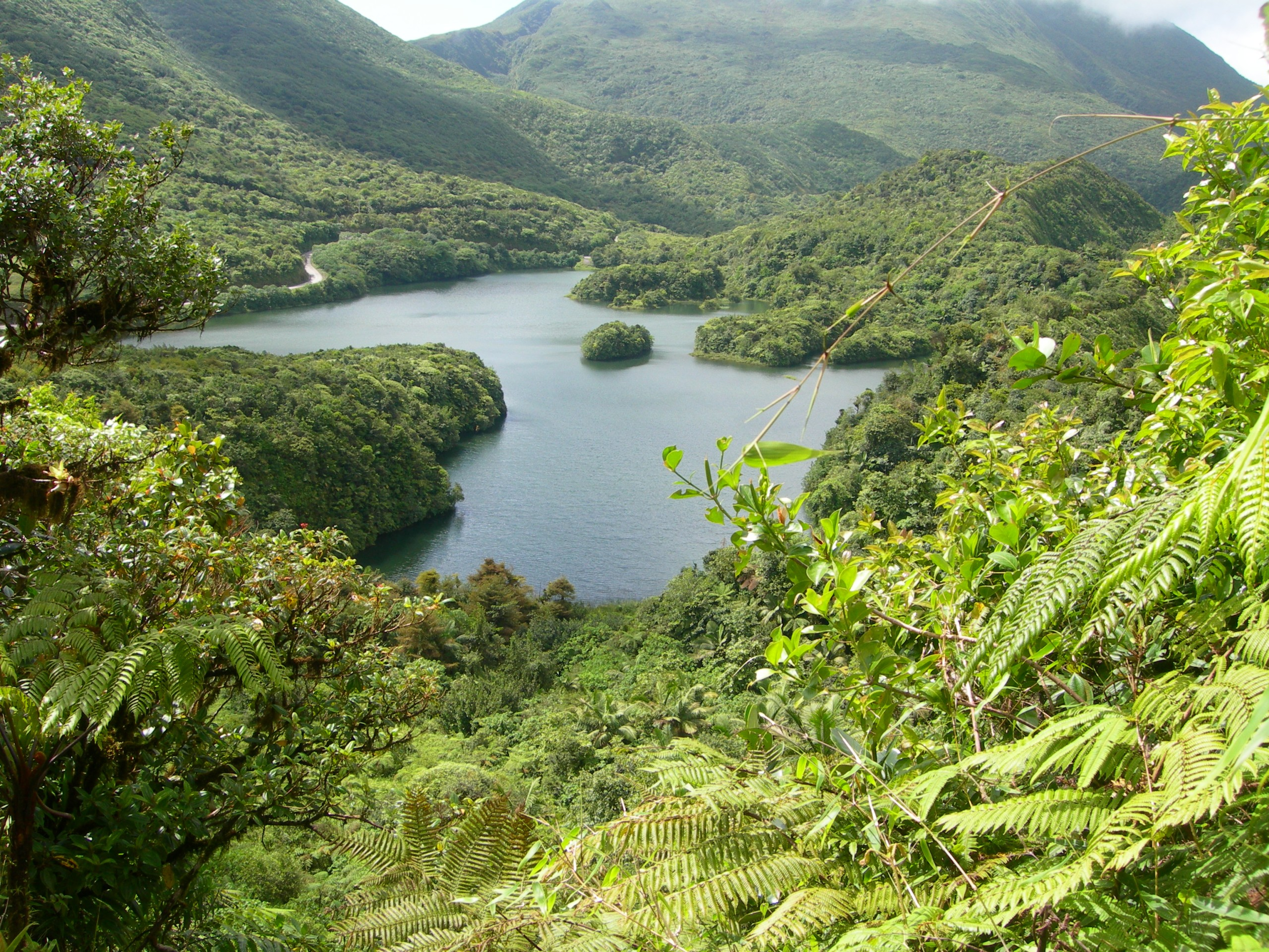
Кратерне озеро Боері
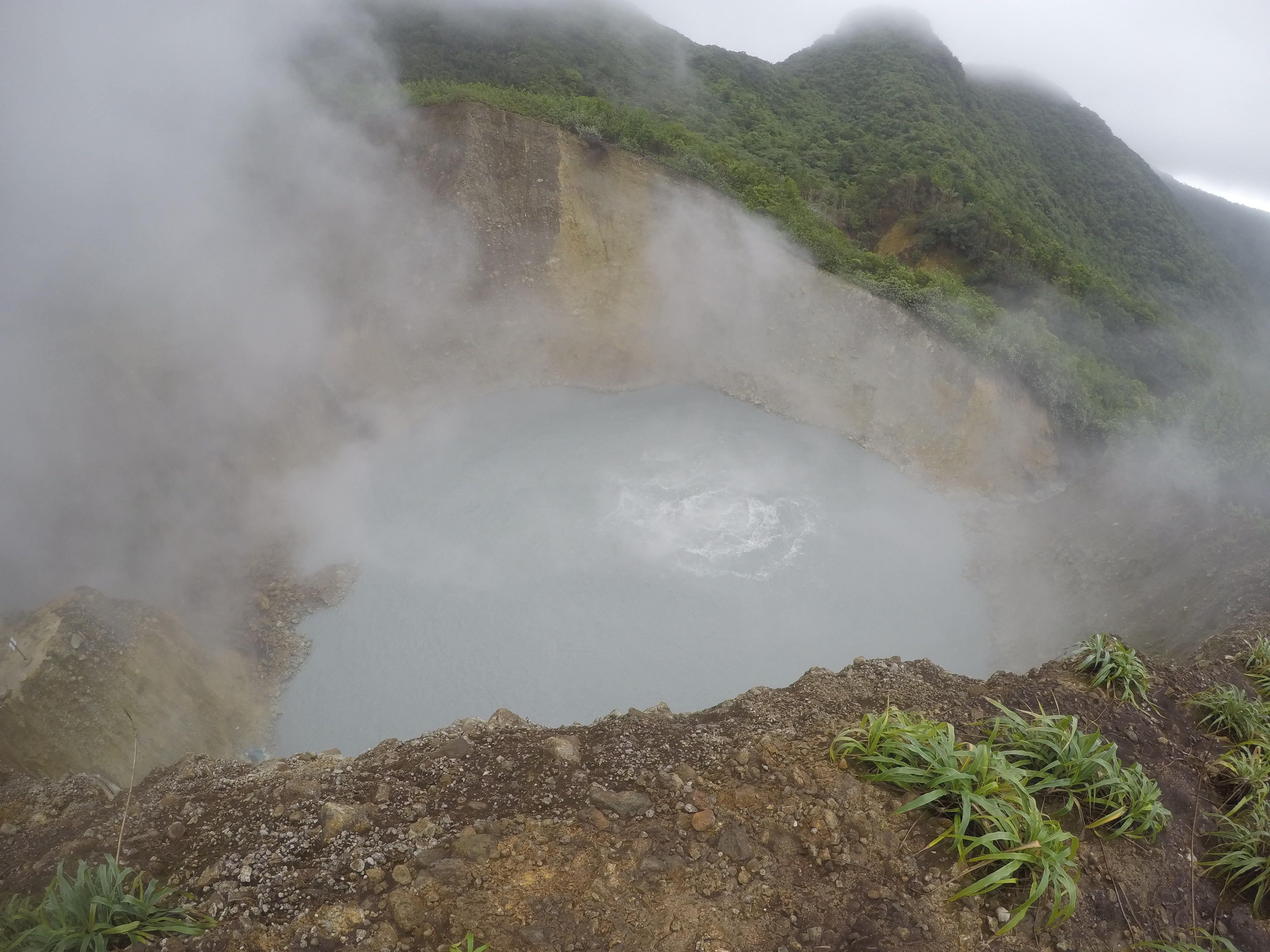
Кипляче озеро в кратері Труа-Пітон

## Рослинність

Вологі дощові ліси Домініки
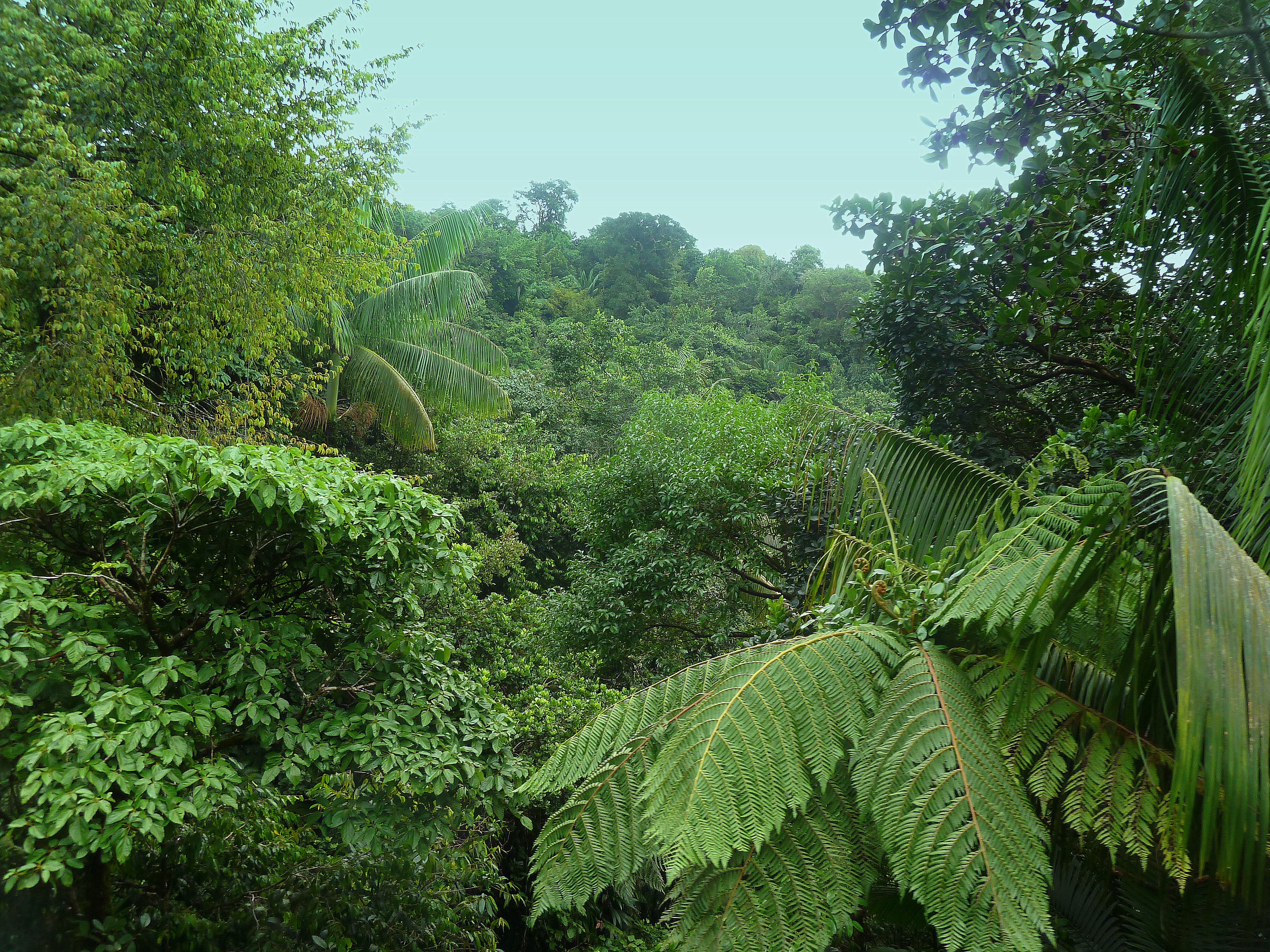
border
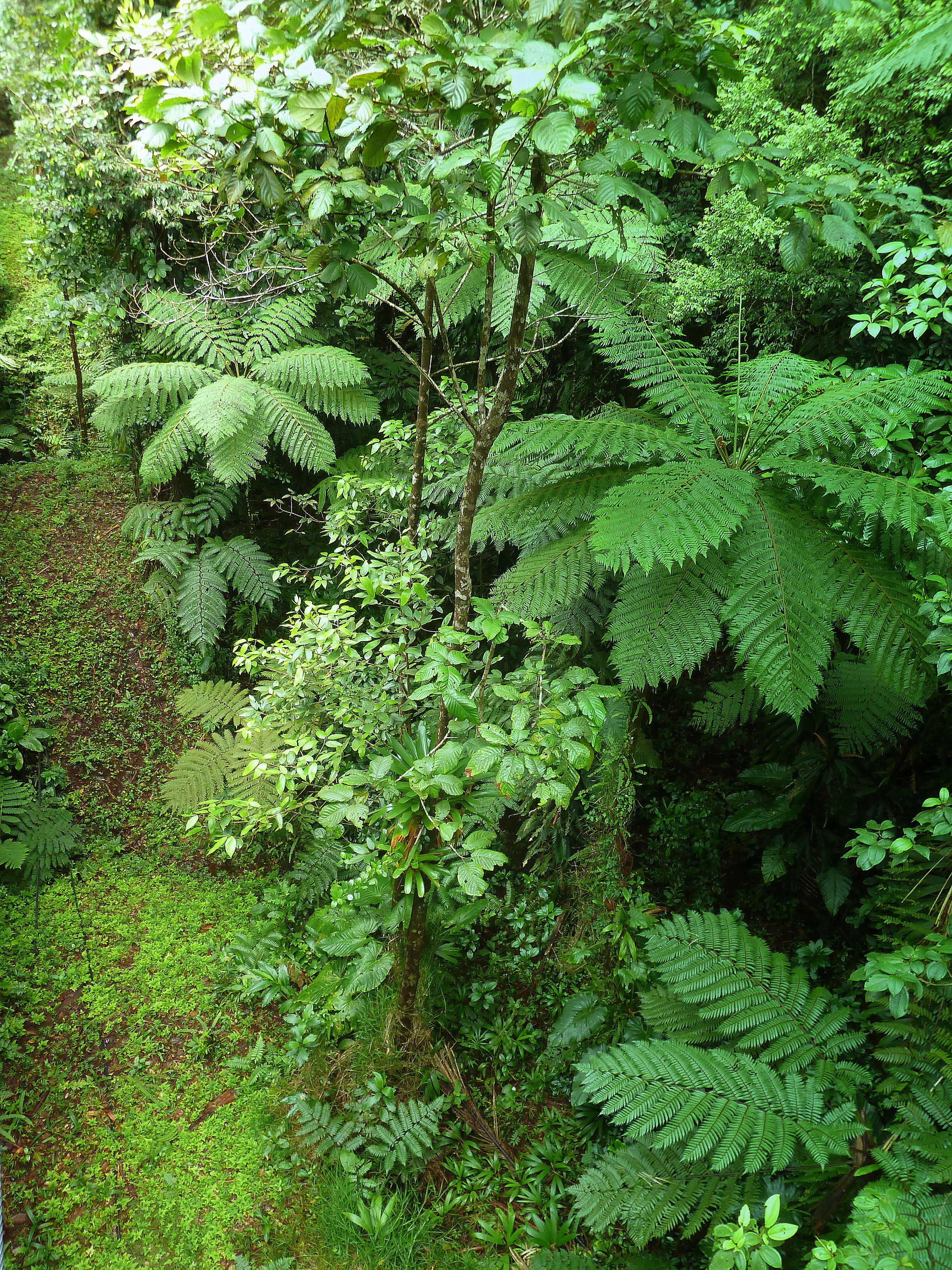
border
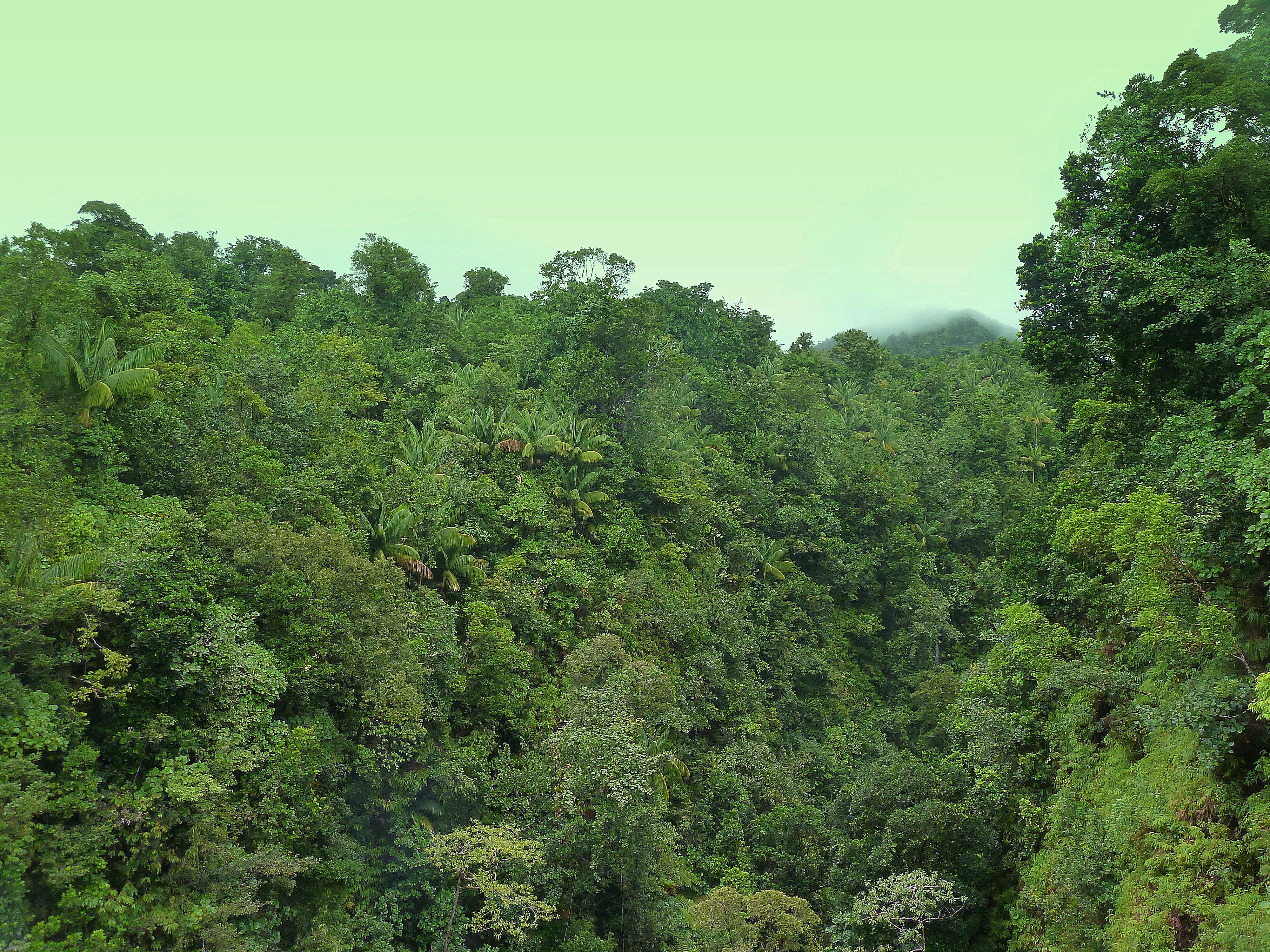
border
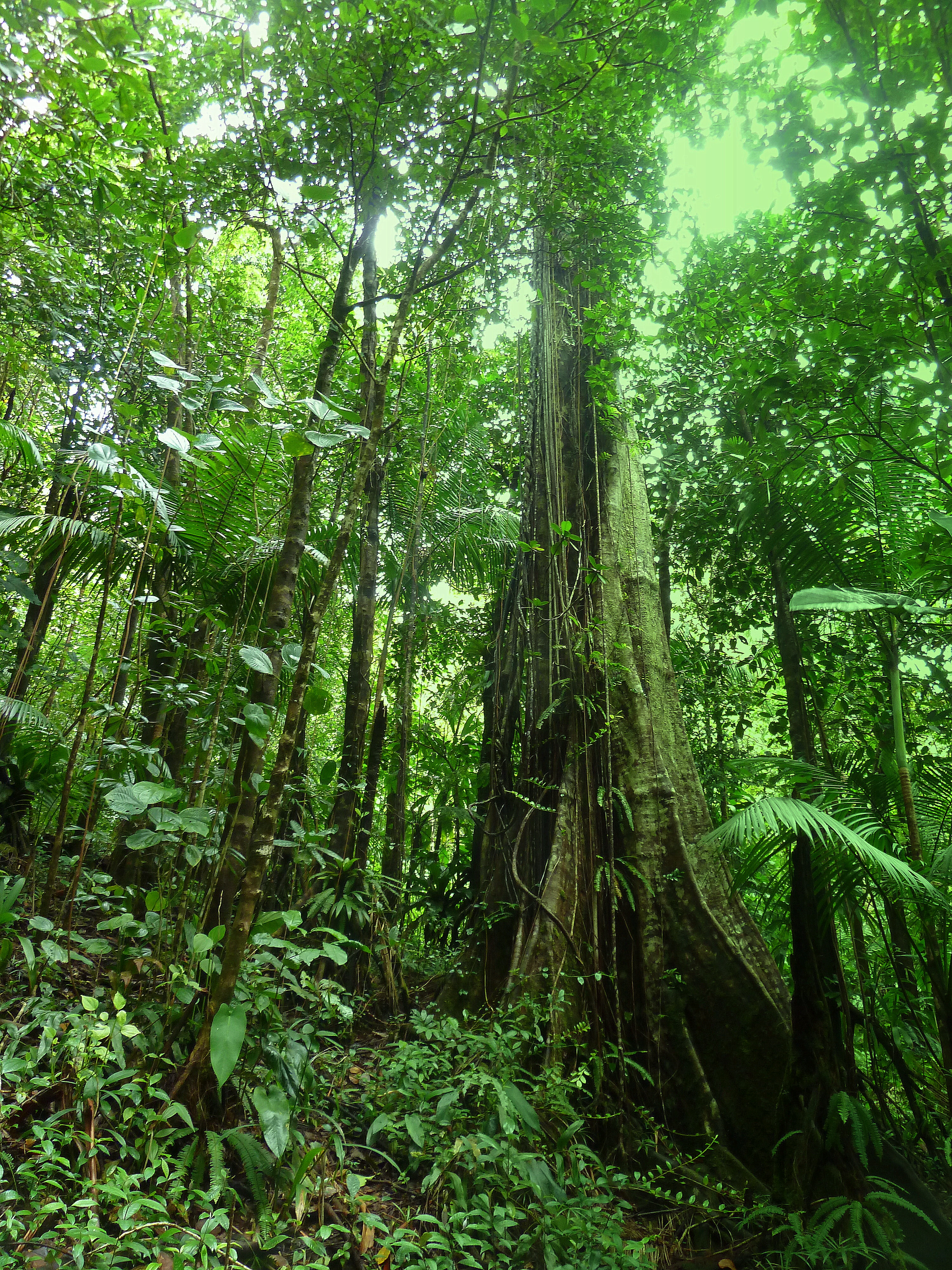
border
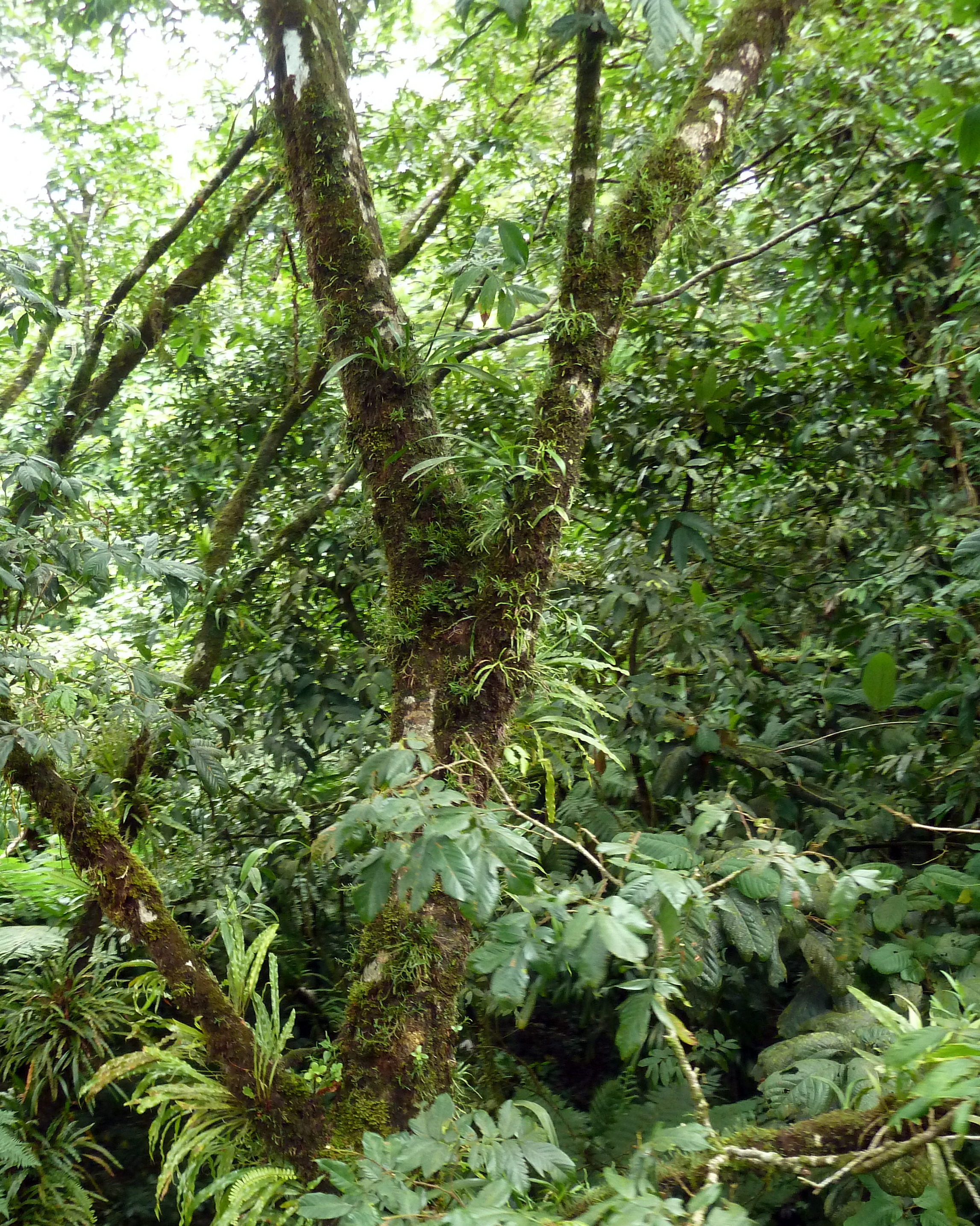
border

Земельні ресурси Домініки (оцінка 2011 року):
- придатні для сільськогосподарського обробітку землі — 34,7 %,
  - орні землі — 8 %,
  - багаторічні насадження — 24 %,
  - землі, що постійно використовуються під пасовища — 2,7 %;
- землі, зайняті лісами і чагарниками — 59,2 %;
- інше — 6,1 %[1].

## Тваринний світ
Зоогеографічно територія країни належить до Антильської підобласті Неотропічної області.

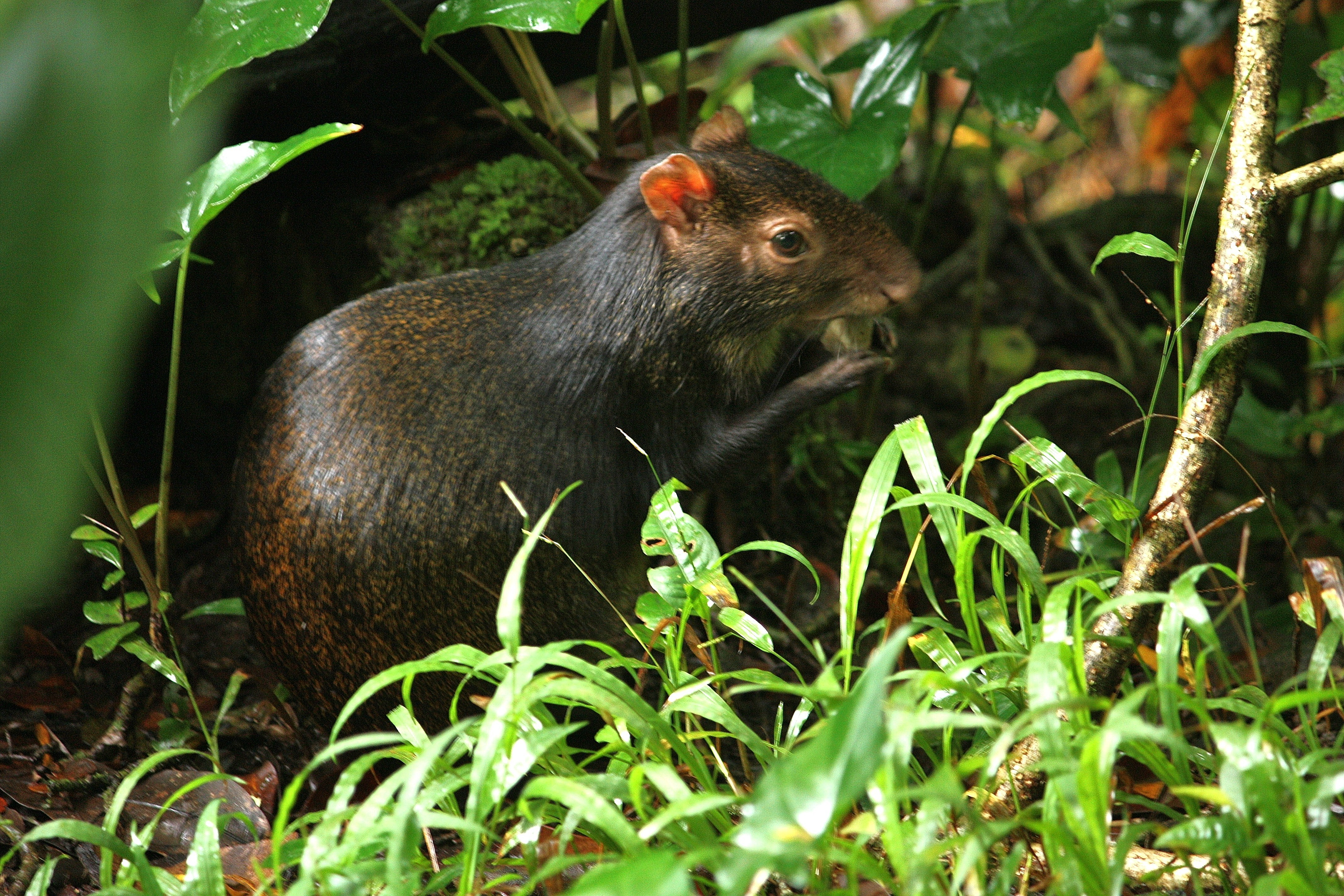
Бразильський агуті
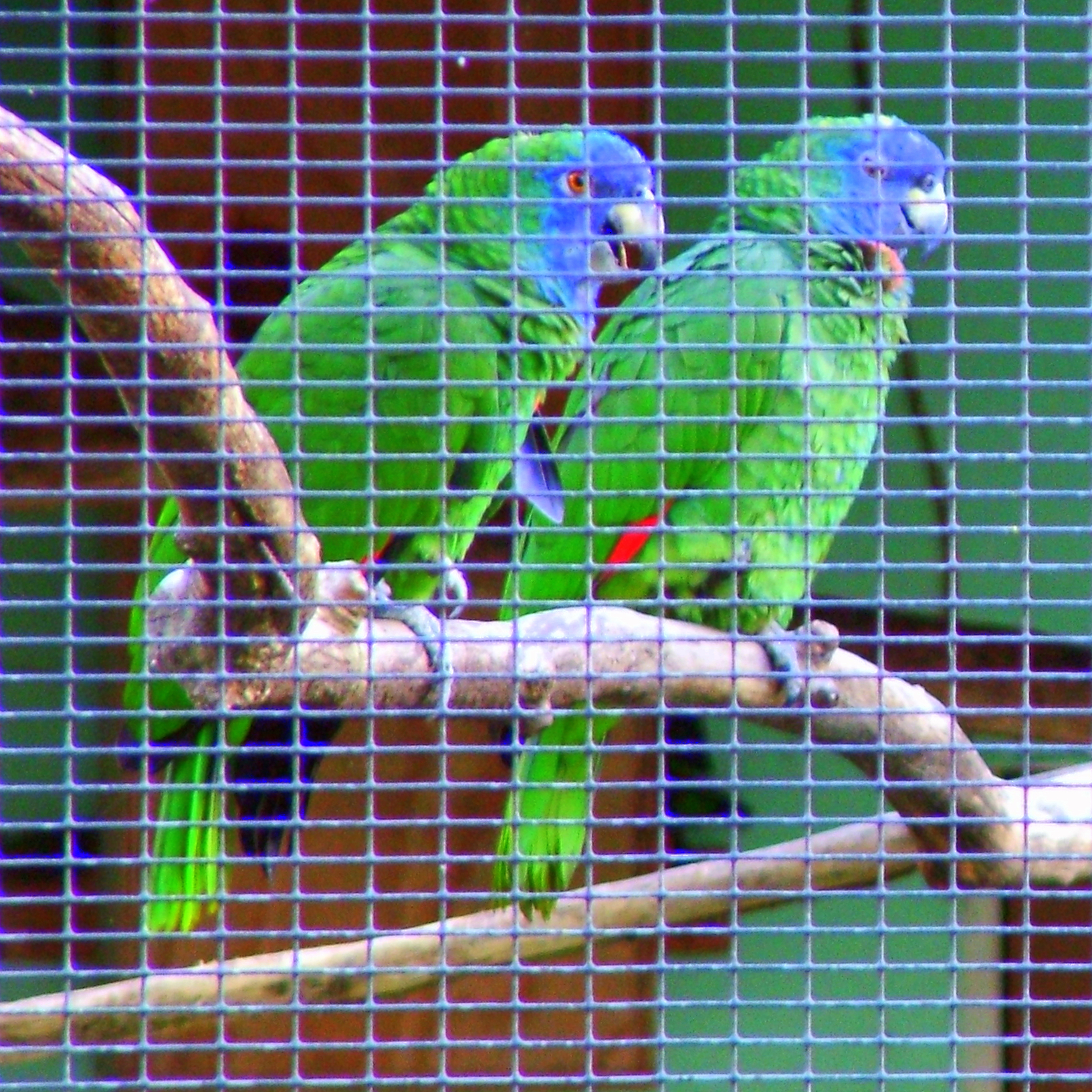
Червоноволові амазони
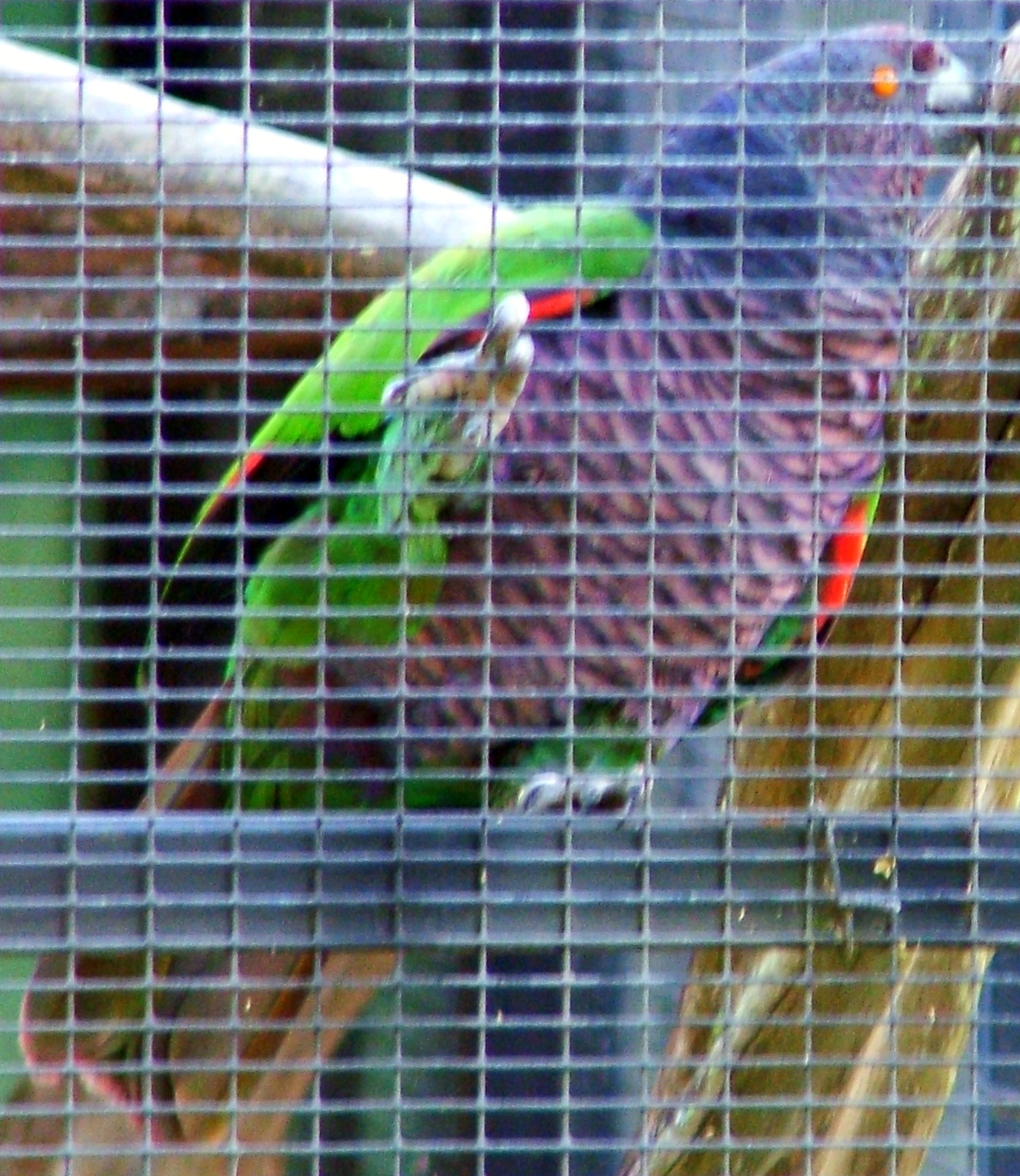
Імператорський амазон — символ острова
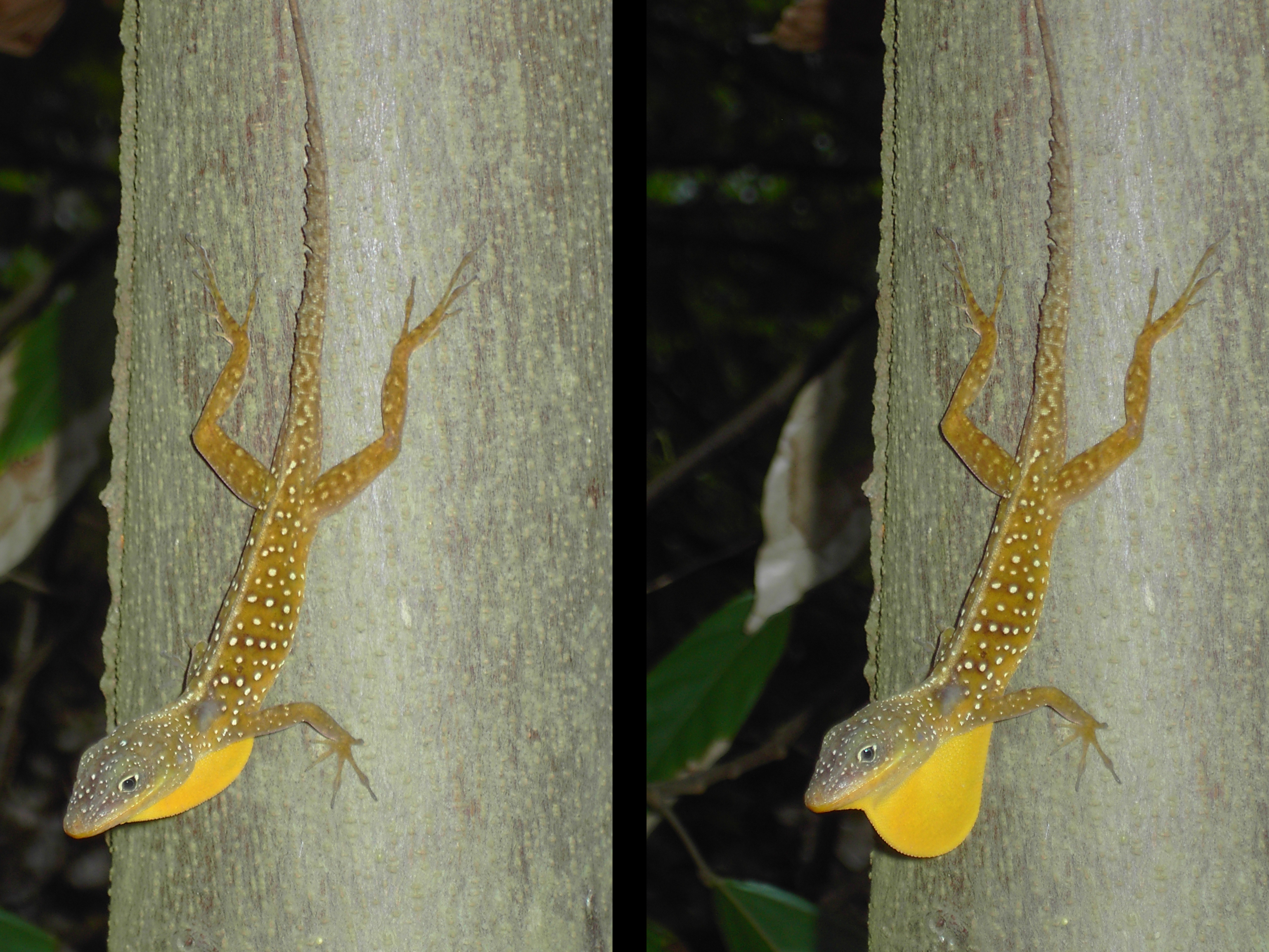
Ящірка аноліс
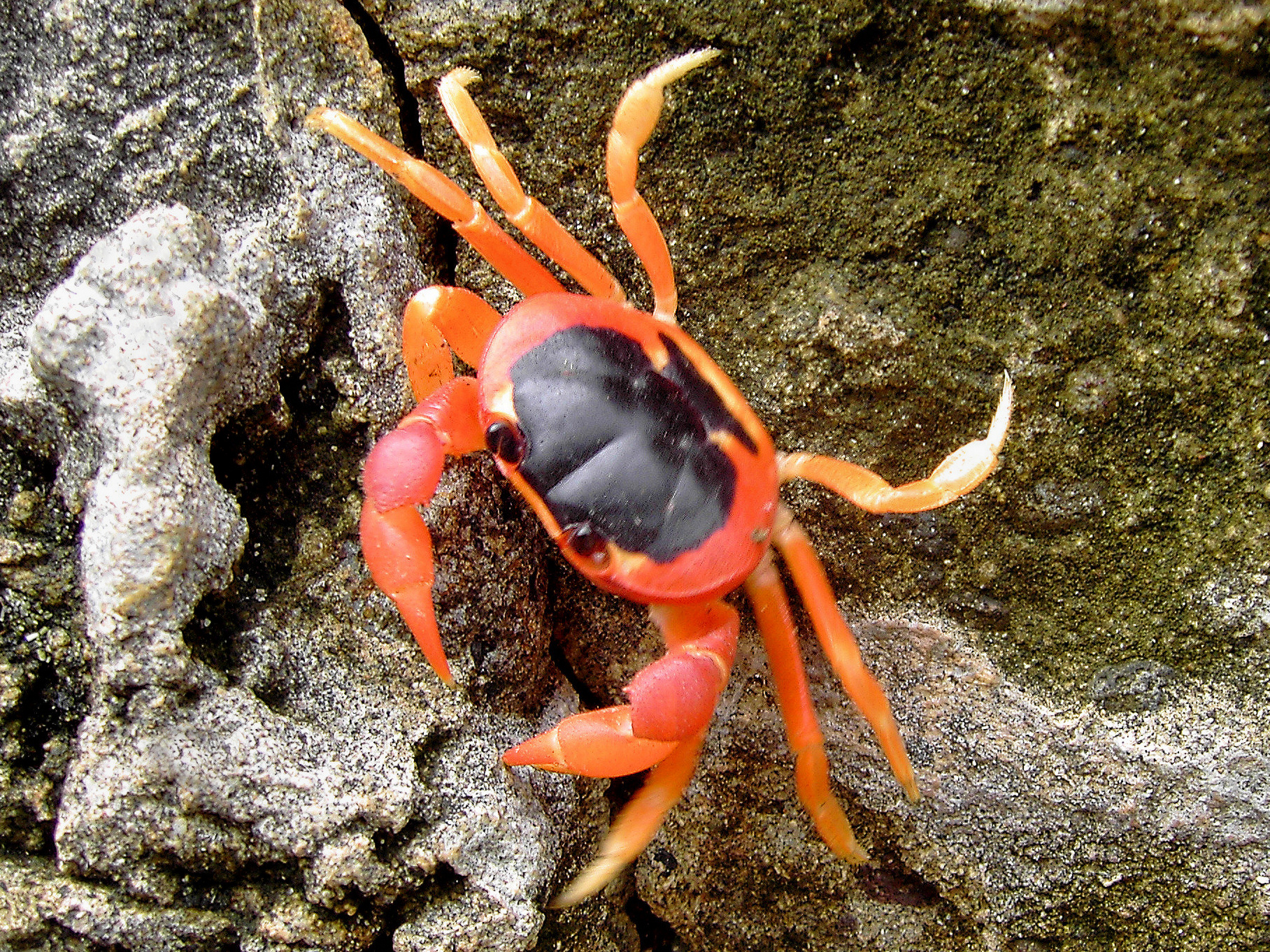
Домініканський краб

## Охорона природи

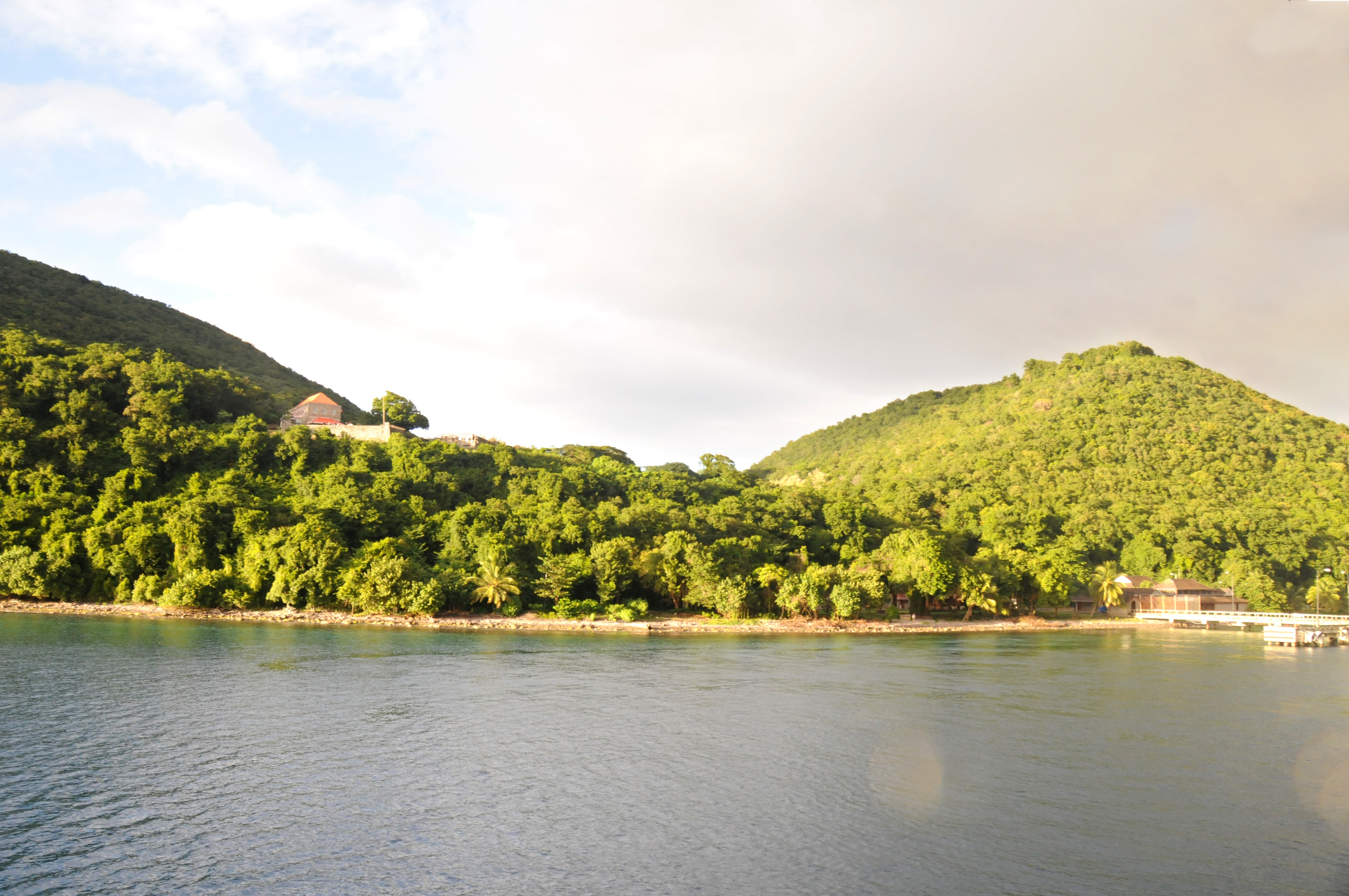
Нацпарк Кабріттс
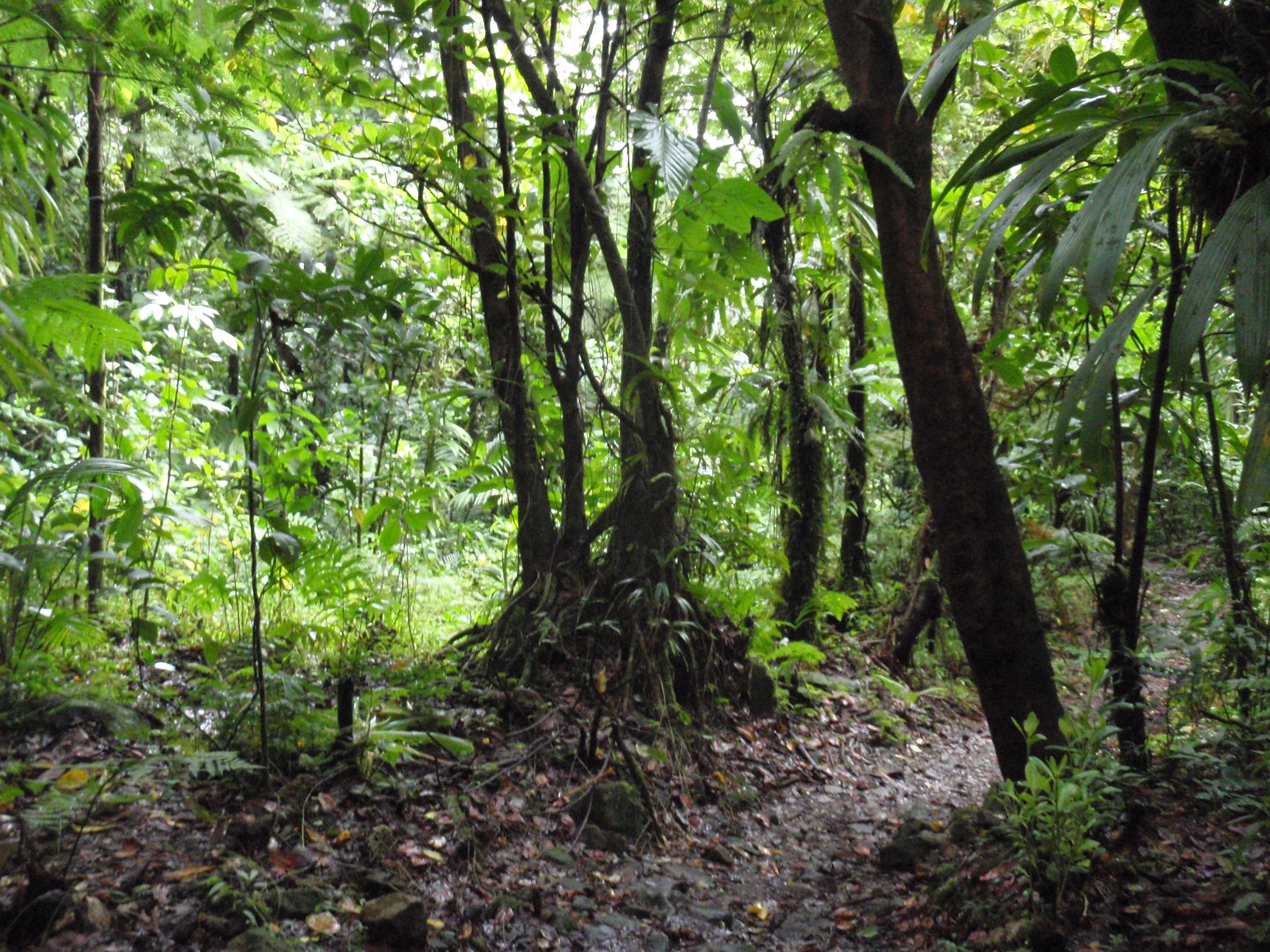
Нацпарк Труа-Пітон

Домініка є учасником ряду міжнародних угод з охорони навколишнього середовища:
- Конвенції про біологічне різноманіття (CBD),
- Рамкової конвенції ООН про зміну клімату (UNFCCC),
- Кіотського протоколу до Рамкової конвенції,
- Конвенції ООН про боротьбу з опустелюванням (UNCCD),
- Конвенції про міжнародну торгівлю видами дикої фауни і флори, що перебувають під загрозою зникнення (CITES),
- Конвенції про заборону військового впливу на природне середовище (ENMOD),
- Базельської конвенції протидії транскордонному переміщенню небезпечних відходів,
- Конвенції з міжнародного морського права,
- Монреальського протоколу з охорони озонового шару,
- Міжнародної конвенції запобігання забрудненню з суден (MARPOL),
- Міжнародної конвенції з регулювання китобійного промислу[1].

## Стихійні лиха та екологічні проблеми
На території країни спостерігаються небезпечні природні явища і стихійні лиха: несподівані паводки після злив; руйнівні урагани наприкінці літа.
Серед екологічних проблем варто відзначити:
- менеджмент сміттєзвалищ.

## Фізико-географічне районування
У фізико-географічному відношенні територію Домініки можна розділити на _ райони, що відрізняються один від одного рельєфом, кліматом, рослинним покривом: .

### Українською
- Атлас світу / голов. ред. І. С. Руденко ; зав. ред. В. В. Радченко ; відп. ред. О. В. Вакуленко. — К. : ДНВП «Картографія», 2005. — 336 с. — ISBN 9666315467.
- Атлас. 7 клас. Географія материків і океанів / Укладачі О. Я. Скуратович, Н. І. Чанцева. — К. : ДНВП «Картографія», 2014.
- Бєлозоров С. Т. Географія материків. — К. : Вища школа, 1971. — 371 с.
- Барановська О. В. Фізична географія материків і океанів : навч. посіб. для студентів ВНЗ : [у 2 ч.]. — Н. : Ніжинський державний університет ім. Миколи Гоголя, 2013. — 306 с. — ISBN 978-617-527-106-3.
- Домініка // Гірничий енциклопедичний словник : [у 3-х тт.] / за ред. В. С. Білецького. — Д. : Східний видавничий дім, 2004. — Т. 3. — 752 с. — ISBN 966-7804-78-X.
- Дубович І. А. Країнознавчий словник-довідник. — 5-те вид., перероб. і доп. — К. : Знання, 2008. — 839 с. — ISBN 978-966-346-330-8.
- Економічна і соціальна географія країн світу. Навчальний посібник / За ред. Кузика С. П. — Л. : Світ, 2002. — 672 с. — ISBN 966-603-178-7.
- Панасенко Б. Д. Фізична географія материків : навч. посіб. : в 2 ч. — В. : ЕкоБізнесЦентр, 1999. — 200 с.
- Юрківський В. М. Регіональна економічна і соціальна географія. Зарубіжні країни: Підручник. — 2-ге. — К. : Либідь, 2001. — 416 с. — ISBN 966-06-0092-5.

### Англійською
- (англ.) Graham Bateman. The Encyclopedia of World Geography. — Andromeda, 2002. — 288 с. — ISBN 1871869587.
- (англ.) Donovan, Steven K.; Jackson, Trevor A. (1994). Caribbean Geology: An Introduction. University of West Indies. с. 289. ISBN 9764100333.

### Російською
- Е. Б. Аникина. Доминика // Латинская Америка. Энциклопедический справочник : в 2 т. / гл. ред. В. В. Вольский. — Москва : Советская энциклопедия, 1980. — Т. 1 : А — К. — С. 494—495. (рос.)
- (рос.) Авакян А. Б., Салтанкин В. П., Шарапов В. А. Водохранилища. — М. : Мысль, 1987. — 326 с. — (Природа мира)
- (рос.) Алисов Б. П., Берлин И. А., Михель В. М. Курс климатологии [в 3-х тт.] / под. ред. Е. С. Рубинштейн. — Л. : Гидрометеоиздат, 1954. — Т. 3. Климаты земного шара. — 320 с.
- (рос.) Апродов В. А. Вулканы. — М. : Мысль, 1982. — 368 с. — (Природа мира)
- (рос.) Апродов В. А. Зоны землетрясений. — М. : Мысль, 2010. — 462 с. — (Природа мира) — ISBN 978-5-244-01122-7.
- (рос.) Букштынов А. Д., Грошев Б. И., Крылов Г. В. Леса. — М. : Мысль, 1981. — 316 с. — (Природа мира)
- (рос.) Власова Т. В. Физическая география материков. С прилегающими частями океанов. Евразия, Северная Америка. — 4-е, перераб. — М. : Просвещение, 1986. — 417 с.
- (рос.) Гвоздецкий Н. А. Карст. — М. : Мысль, 1981. — 214 с. — (Природа мира)
- (рос.) Гвоздецкий Н. А., Голубчиков Ю. Н. Горы. — М. : Мысль, 1987. — 400 с. — (Природа мира)
- (рос.) Географический энциклопедический словарь: географические названия / под. ред. А. Ф. Трёшникова. — 2-е изд., доп. — М. : Советская энциклопедия, 1989. — 585 с. — ISBN 5-85270-057-6.
- (рос.) Дорст Ж. Центральная и Южная Америка. — М. : Прогресс, 1977. — 318 с. — (Континенты, на которых мы живем)
- (рос.) Исаченко А. Г., Шляпников А. А. Ландшафты. — М. : Мысль, 1989. — 504 с. — (Природа мира) — ISBN 5-244-00177-9.
- (рос.) Каплин П. А., Леонтьев О. К., Лукьянова С. А., Никифоров Л. Г. Берега. — М. : Мысль, 1991. — 480 с. — (Природа мира) — ISBN 5-244-00449-2.
- (рос.) Словарь современных географических названий / под общей редакцией акад. В. М. Котлякова. — Екатеринбург : У-Фактория, 2006.
- (рос.) Литвин В. М., Лымарев В. И. Острова. — М. : Мысль, 2010. — 288 с. — (Природа мира) — ISBN 978-5-244-01129-6.
- (рос.) Лобова Е. В., Хабаров А. В. Почвы. — М. : Мысль, 1983. — 304 с. — (Природа мира)
- (рос.) Максаковский В. П. Географическая картина мира. Книга I: Общая характеристика мира. — М. : Дрофа, 2008. — 495 с. — ISBN 978-5-358-05275-8.
- (рос.) Максаковский В. П. Географическая картина мира. Книга II: Региональная характеристика мира. — М. : Дрофа, 2009. — 480 с. — ISBN 978-5-358-06280-1.
- (рос.) Доминика // Поспелов Е. М. Топонимический словарь. — М. : АСТ, 2005. — 229 с. — ISBN 5-17-016407-6.
- (рос.) География / под ред. проф. А. П. Горкина. — М. : Росмэн-Пресс, 2006. — 624 с. — (Современная иллюстрированная энциклопедия) — ISBN 5-353-02443-5.
- (рос.) Физико-географический атлас мира. — М. : Академия наук СССР и ГУГК СССР, 1964. — 298 с.
- (рос.) Энциклопедия стран мира / глав. ред. Н. А. Симония. — М. : НПО «Экономика» РАН, отделение общественных наук, 2004. — 1319 с. — ISBN 5-282-02318-0.